# Tumulus de Bougon

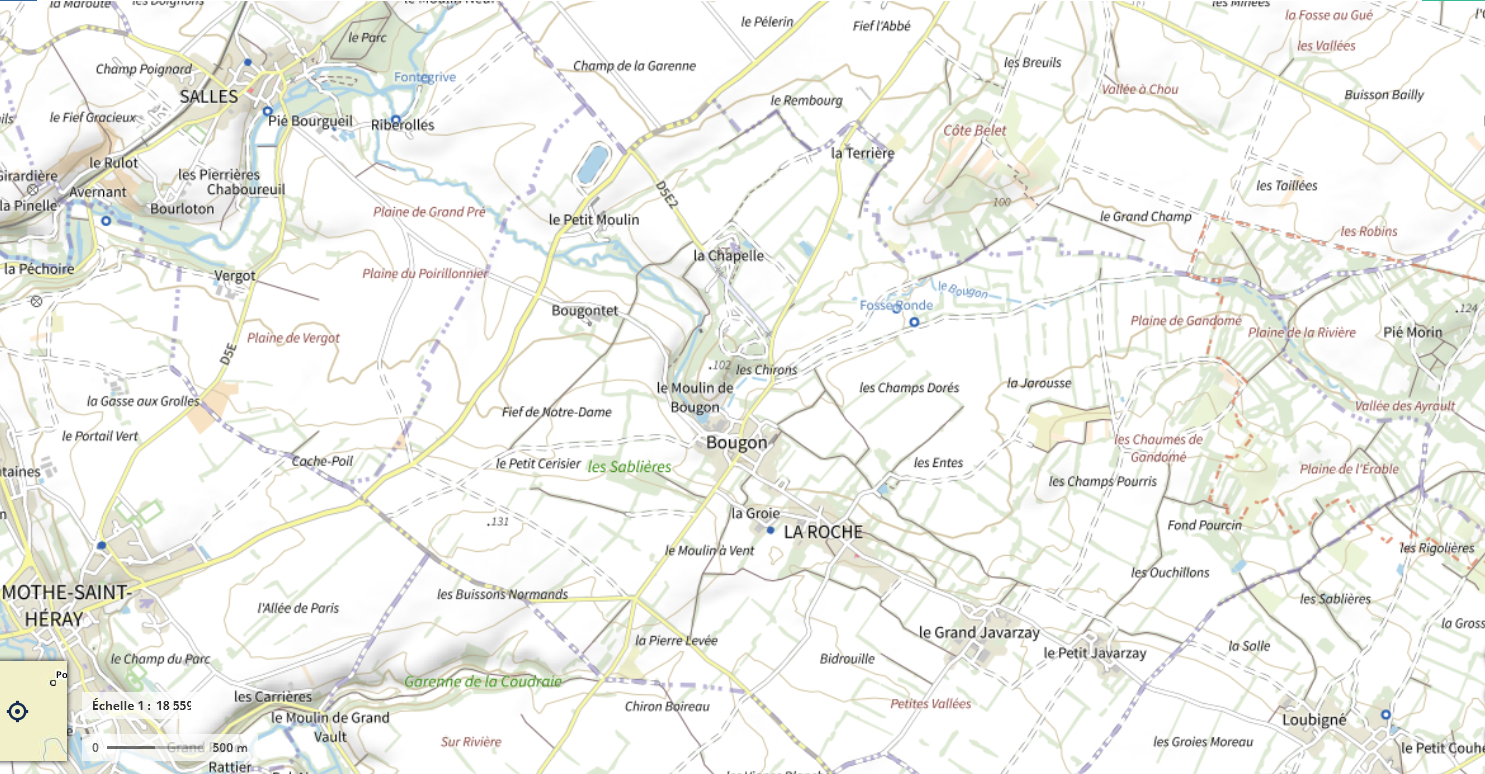
Carte du site des tumulus, [https://www.geoportail.gouv.fr/carte?c=-0.0646056996243752,46.37363740107307&z=15&l0=ORTHOIMAGERY.ORTHOPHOTOS::GEOPORTAIL:OGC:WMTS(1)&l1=GEOGRAPHICALGRIDSYSTEMS.PLANIGNV2::GEOPORTAIL:OGC:WMTS(0.76)&permalink=yes Les Chirons Bougon sur geoportail.gouv.fr

Les tumulus de Bougon sont un groupe de cinq tumulus constituant une nécropole néolithique située sur la commune de Bougon dans le département des Deux-Sèvres. Les premiers monuments ont été construits au début du Ve millénaire av. J.-C. mais le site fut utilisé jusqu'au milieu du IIIe millénaire av. J.-C. Un musée de la Préhistoire, abritant de riches collections archéologiques issues des fouilles de la région, a été construit par le Conseil départemental des Deux-Sèvres à l'intérieur du parc archéologique englobant le site.

## Historique d'une découverte
Les tumulus, qui n'ont pas encore été reconnus comme tels, figurent sur le plan cadastral de 1819 au lieu-dit « les Chirons »,. Le tertre, ultérieurement dénommé tumulus C, est alors partagé entre les parcelles voisines pour servir de pacage aux chèvres et le site est cultivé dans ses parties basses. En 1840, Charles Arnault, accompagné de M. Baugier et de Ch. Sauzé, entreprend une fouille par le haut du tertre le plus occidental (ultérieurement dénommé tumulus A) pour le compte de la Société de Statistique, Sciences, Lettres et Arts du département des Deux-Sèvres. Des comptes rendus de cette fouille sont publiés par Sauzé (en 1840 et 1845) et par Arnauld (illustrations par Baugier) en 1843. 
Le retentissement de cette fouille est tel que la parcelle contenant tous les édifices sera dès lors rebaptisée « Le Tumulus » sur le plan cadastral. Dès 1840, Chambardel et de Lambardiouze, membres de la Société des antiquaires de l'Ouest entreprennent de fouiller sommairement un tertre voisin (ultérieurement dénommé tumulus C). La fouille du site fait alors l'objet d'une rivalité entre les deux sociétés savantes. Des fouilles sont aussi pratiquées à l'extrémité sud du tumulus E et à l'angle nord-est du tumulus F. En 1841, le propriétaire du tumulus F, croyant y trouver un trésor, creuse les remblais et contribue à l'affaissement de la table de couverture du dolmen F2. En mai-juin 1845, Sauzé reprend la fouille du tumulus C et y découvre le mur de parement et le petit dolmen. Entre 1845 et 1875, des cantonniers entament le tumulus C pour y récupérer des matériaux destinés à l’empierrement de la voirie.
La fonction funéraire du site étant dès lors admise, le Conseil général des Deux-Sèvres met en place une « commission des tumuli de Bougon », qui publiera ses conclusions en 1875, et achète toutes les parcelles de terrain correspondantes entre 1874 et 1879. Le site est clôturé et un gardien en assure désormais l'entretien et la surveillance. En 1892, B. Ruptes publie un « guide d'une visite au Tumulus de Bougon » où les tertres sont désignés sous les lettres A à F, dénomination qu'ils ont conservé depuis.
Le renom des tumuli de Bougon génère un intérêt pour l'exploration de plusieurs autres tumuli régionaux, à Salles et à Pamproux notamment. Dans le catalogue illustré des collections du Musée des Antiquités nationales de 1921, Salomon Reinach cite par deux fois les objets découverts à Bougon. À la suite d'une visite au musée du Pilori de Niort, Jean Arnal, impressionné par la richesse du mobilier funéraire découvert à Bougon, publie en 1955 un article dans la revue archéologique qui contribue à attirer à nouveau l'attention sur l'importance du site, importance reconnue y compris à l'étranger.
Les tumulus sont classés au titre des monuments historiques par décret du 8 février 1960.
Les fouilles du site ne reprennent qu'en 1968, elles sont d'abord conduites par Claude Burnez, puis à partir de 1972 et jusqu'en 1986 par Jean-Pierre Mohen.

## La nécropole

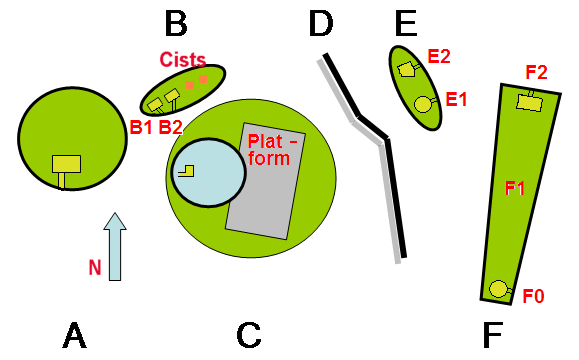
Plan des tumulus de Bougon.

La nécropole a été érigée, dans une boucle de la rivière Bougon, sur un plateau calcaire. Répartis sur moins de deux hectares, elle comporte cinq tumulus renfermant huit chambres sépulcrales et une sixième structure, le tumulus « D », atypique et énigmatique qui sépare la nécropole en deux parties. 
Cette bipartition de la nécropole se traduit aussi dans l'architecture : dans la partie orientale, les couloirs des dolmens E et F sont orientés à l'est ou au nord alors que dans la partie occidentale, les couloirs des dolmens A, B et C sont orientés au sud ou à l'est. Elle pourrait correspondre à deux communautés différentes qui se défièrent au cours du temps par la réalisation de tumulus monumentaux.

### Le tumulus A
Il mesure 40 m de diamètre. Le tumulus est ceinturé par trois murets de parementconcentriques en pierres sèches. La chambre funéraire mesure 7,80 m de long sur 5 m de large et 2,25 m de hauteur. Elle est recouverte d'une unique table de couverture, d'une épaisseur d'environ 1 m et dont le poids est estimé à 90 tonnes, reposant sur des piliers disposés obliquement (15°), en position de contrefort, permettant une meilleure répartition de la charge. 
Tous les piliers à l'exception de deux, ont conservé sur leur sommet des petites pierres destinées au calage de la dalle de couverture. Deux piliers ont été dressés au centre de la chambre, la divisant en deux compartiments. Les piliers périphériques ont été régularisés par bouchardage. L'angle du pilier sud-est de la première sous-chambre comporte une échancrure identifiée comme « une fenêtre » par C. Burnez qui a été soigneusement bouchardée.. Selon Roger Joussaume, il s'agit d'un dolmen de type angoumoisin comportant des caractéristiques propres aux  dolmens de type angevin.
Le pilier central comporte une gravure fine, interprétée comme étant une représentation d'oiseau, reconnue dès 1840 mais dont le style ne semble pas être d'époque néolithique ; son matériau calcaire possède des fossiles d'ammonites visibles en son centre. 
La chambre ouvre sur l'extérieur par un long couloir de 9 m de longueur orienté selon un axe légèrement nord-ouest/sud-est. Les murs du couloir comportent, près de l'entrée de la chambre, sur 2,50 m de longueur deux orthostates de chaque côté ; le reste des parois est constitué de murets en pierres sèches. Le couloir, dont la plus grande partie était demeurée ignorée des fouilleurs du XIXe, fut découvert en 1979 soigneusement comblé de pierres plates jusqu'au mur de parement extérieur, cet aménagement d'origine étant vraisemblablement destiné à masquer l'accès à la chambre.

Tumulus A
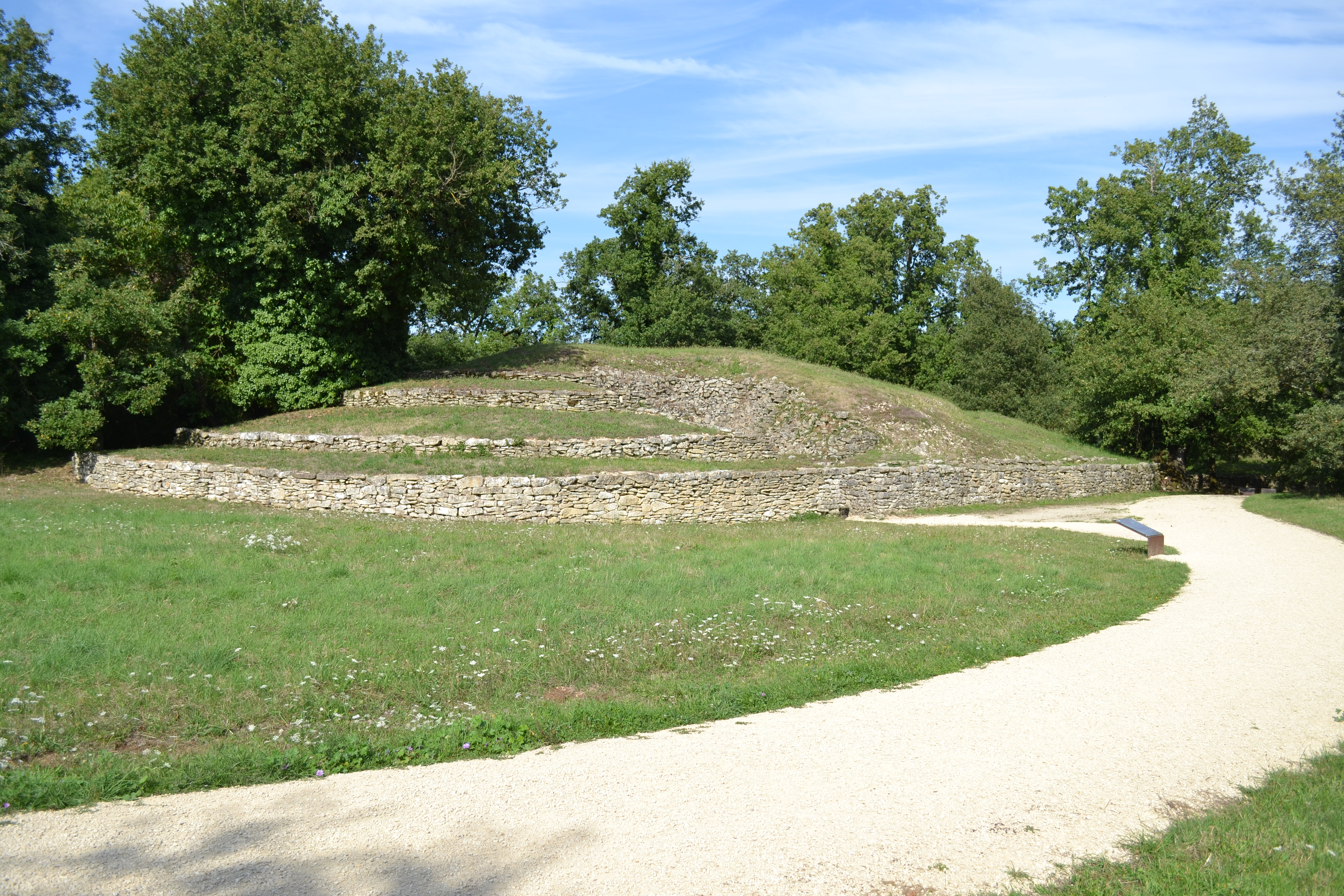
Extérieur, vue de l'ouest.
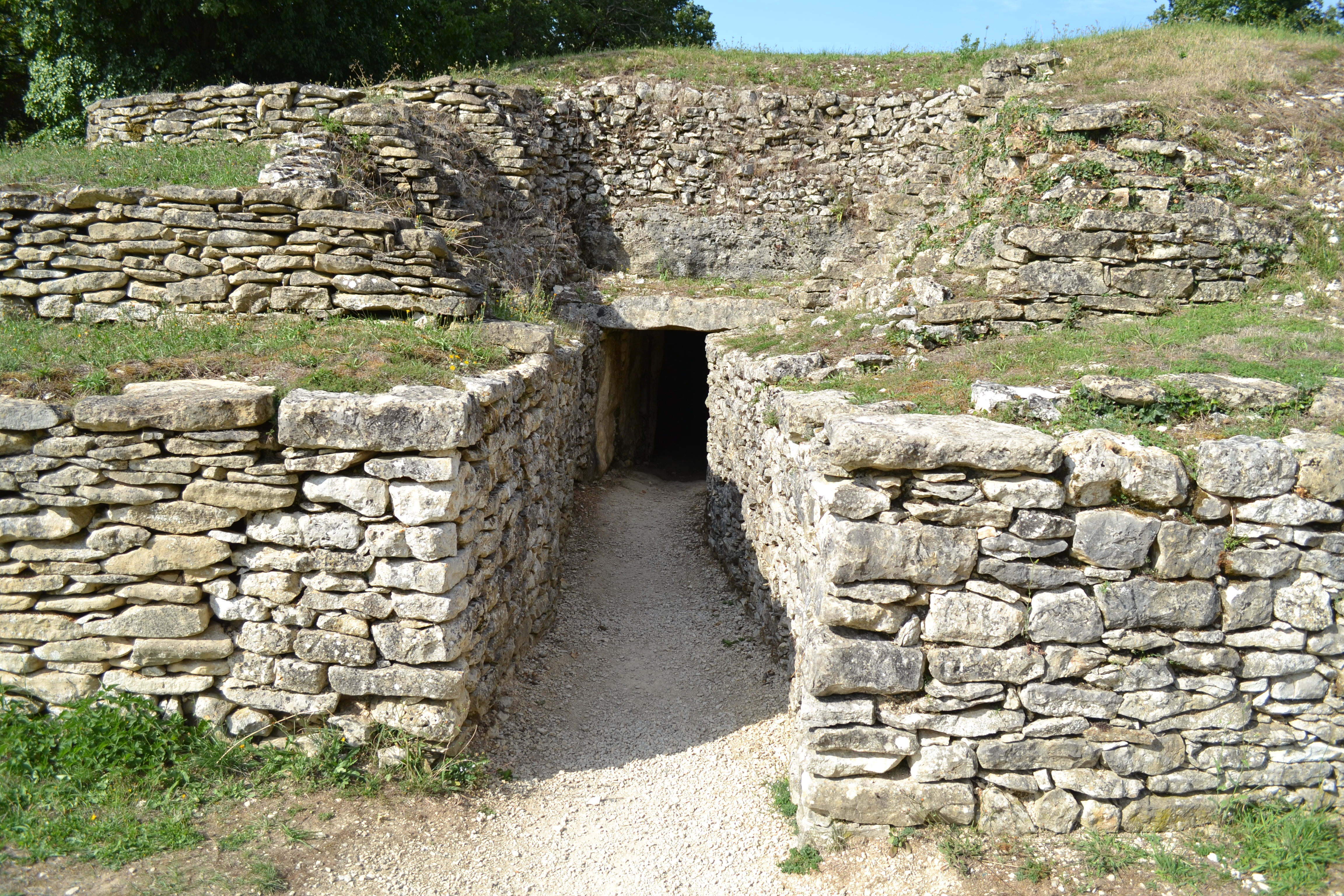
Couloir d'accès à la chambre. Le bord de la table de couverture (dalle grise) est visible au centre de la photo.
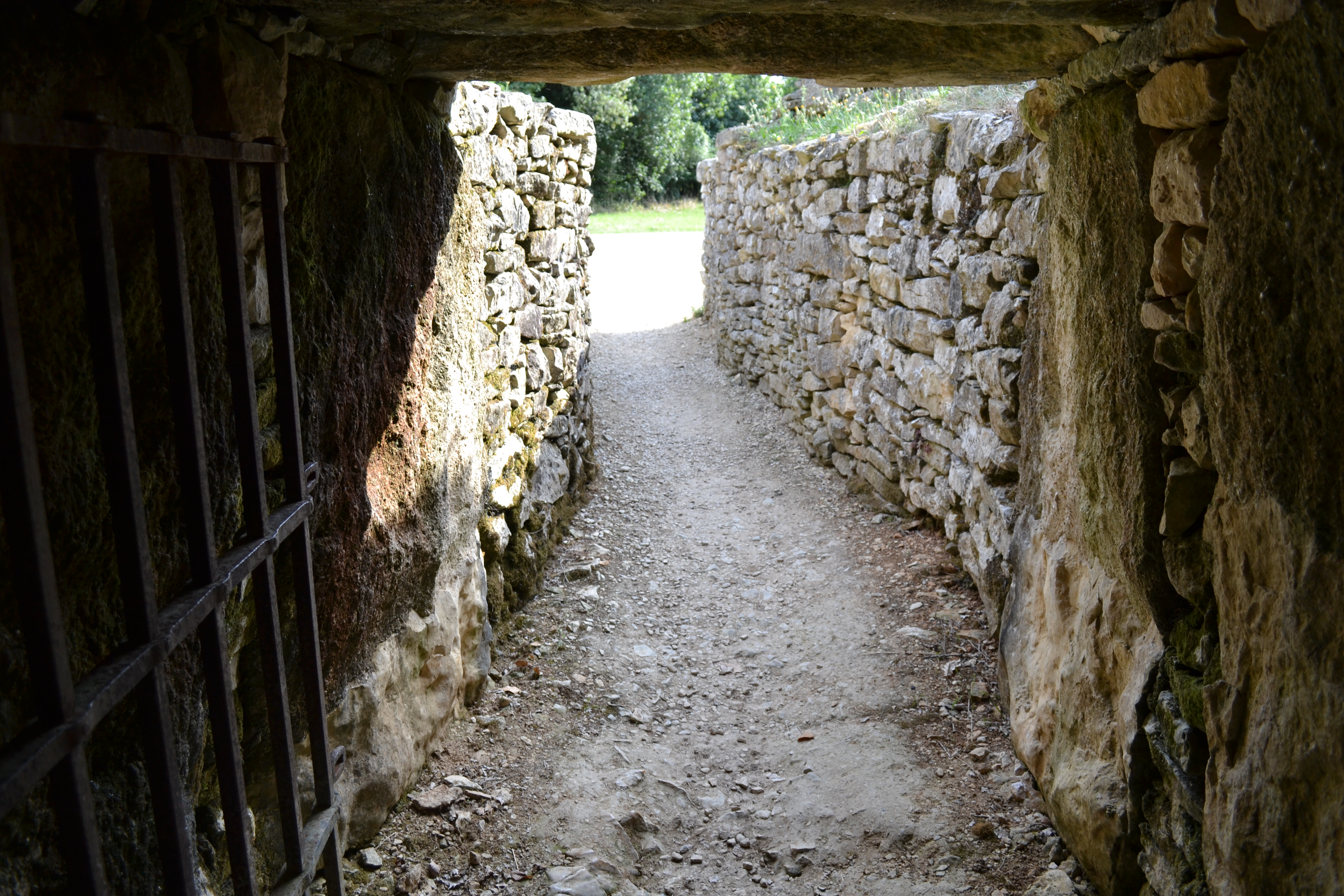
Couloir d'accès depuis l'entrée de la chambre : orthostates de part et d'autre du couloir.
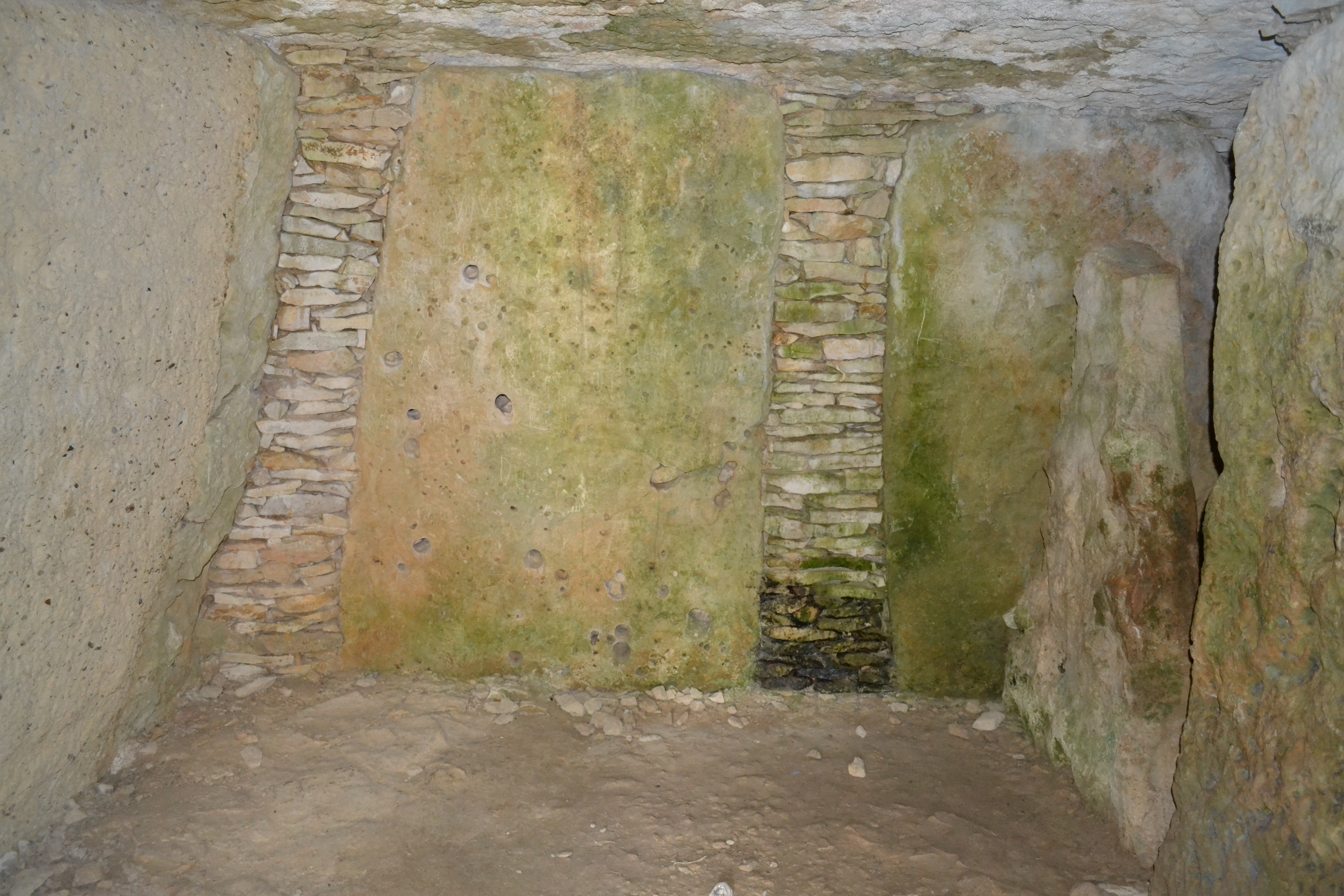
Intérieur de la chambre, premier compartiment : pilier en position oblique à gauche, piliers centraux à droite.
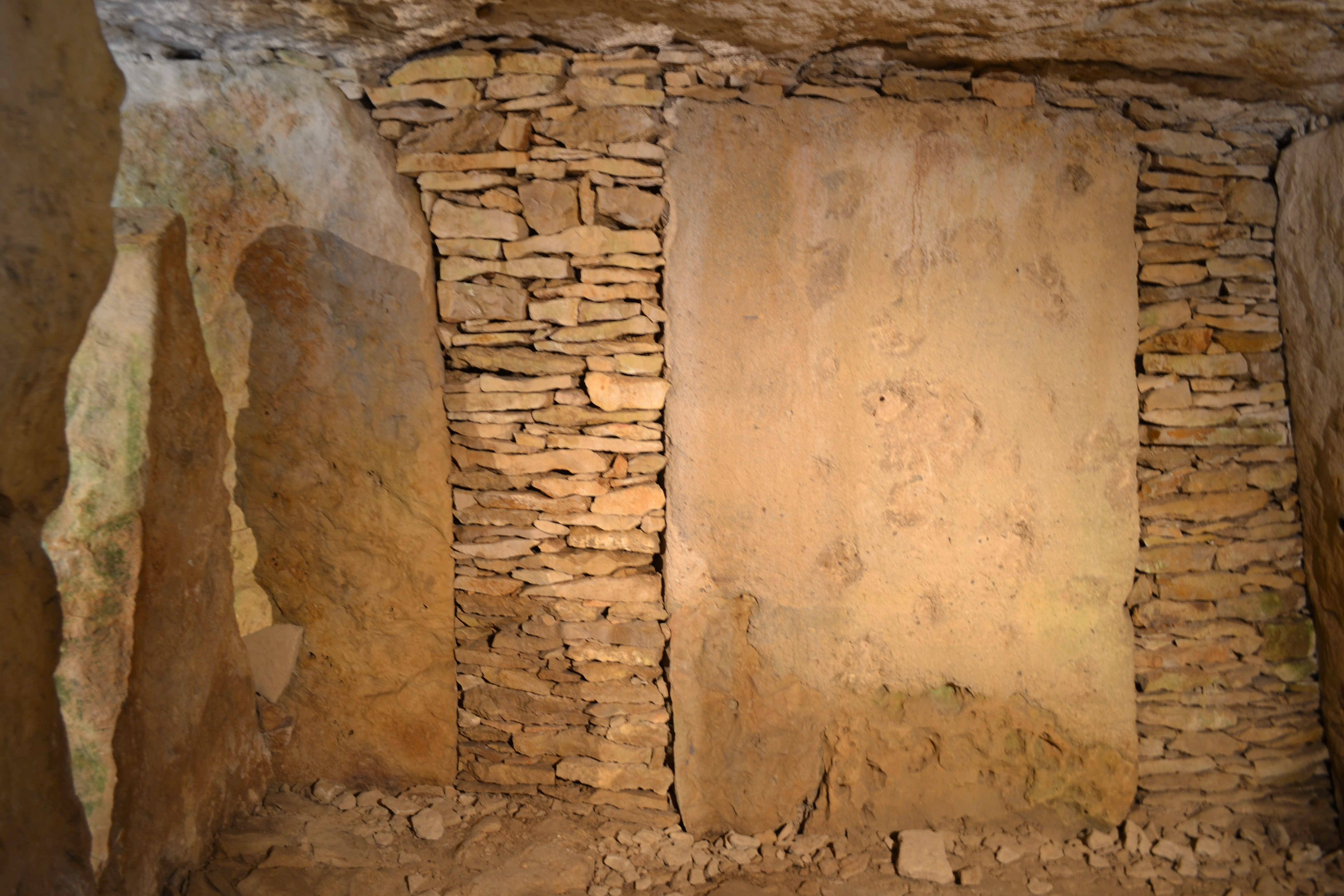
Intérieur de la chambre, deuxième compartiment : piliers centraux à gauche.

D'après Sauzé, la chambre comportait trois couches archéologiques, les couches étant séparées par un dallage de pierres. La première couche renfermait des squelettes humains et un mobilier funéraire. Elle était composée d'humus et de débris osseux. La troisième couche était en contact direct avec le sol rocheux. Sauzé estime que les vestiges osseux correspondent à 200 squelettes. L'un des crânes comportait les traces d'une double trépanation qui avait cicatrisé. Un squelette de chien accompagnait celui d'un enfant. La céramique se composait de « vases supports » assez complets et bien conservés, à fond plat ou rond, décorés et de divers tessons décorés correspondant à des poteries datées du Chasséen. Le reste du matériel archéologique retrouvé comportait deux haches en silex partiellement polies, un pic en roche dure, des outils en silex (scie, lame, éclats), divers instruments en os (poinçons, ciseaux) et des éléments de parure (coquilles perforées, perles en nacre et calcaire, os perforé, canine de loup perforée, un oursin fossile). La fouille de 1978 a permis de recueillir une partie de la troisième couche archéologique demeurée en place, la plus ancienne, qui conservait des restes de mobilier confirmant une utilisation de la chambre au Chasséen ou au Néolithique moyen.

### Le tumulus B
C'est une longue (35 m) levée de terre, large de 8 m et haute de 0,80 m, orientée est-ouest, dont la nature ne fut reconnue que lors des fouilles de 1978. Elle comporte au sud une facade rectiligne constituée d'un mur de parement formé de deux ou trois assises de pierres alors que le côté nord du tumulus n'est qu'un simple empilement de pierrailles. A l'est, le sommet de la levée renferme deux structures distantes d'environ deux mètres, assimilées à des coffres mais aucune découverte de mobilier, hormis deux silex taillés, n'a permis de définir leur fonction précise. Dans sa partie ouest, à environ 5 m du coffre le plus occidental, le tumulus renferme deux dolmens dénommés B1 et B2 de type angoumoisin.
Le dolmen B1 est une chambre rectangulaire de 2 m de long sur 1,50 m entièrement délimitée par des orthostates. La chambre est accessible par un couloir de 2,20 m  de long, orienté nord-sud, décentré vers l'ouest, l'ensemble dessinant un « P ». La dalle ouest a été entièrement bouchardée et elle comporte un décor sculpté en forme de crochet. La fouille du dolmen B1 a livré un matériel archéologique abondant constitué de perles en variscite, d'épingles en os, de haches votives en fibrolithe, de fragments de vases carénés datés du Néolithique moyen, de tessons de céramique à cannelures datés du Peu-Richardien et une pointe de flèche en silex à ailerons et pédoncules caractéristique du Néolithique final.

Tumulus B
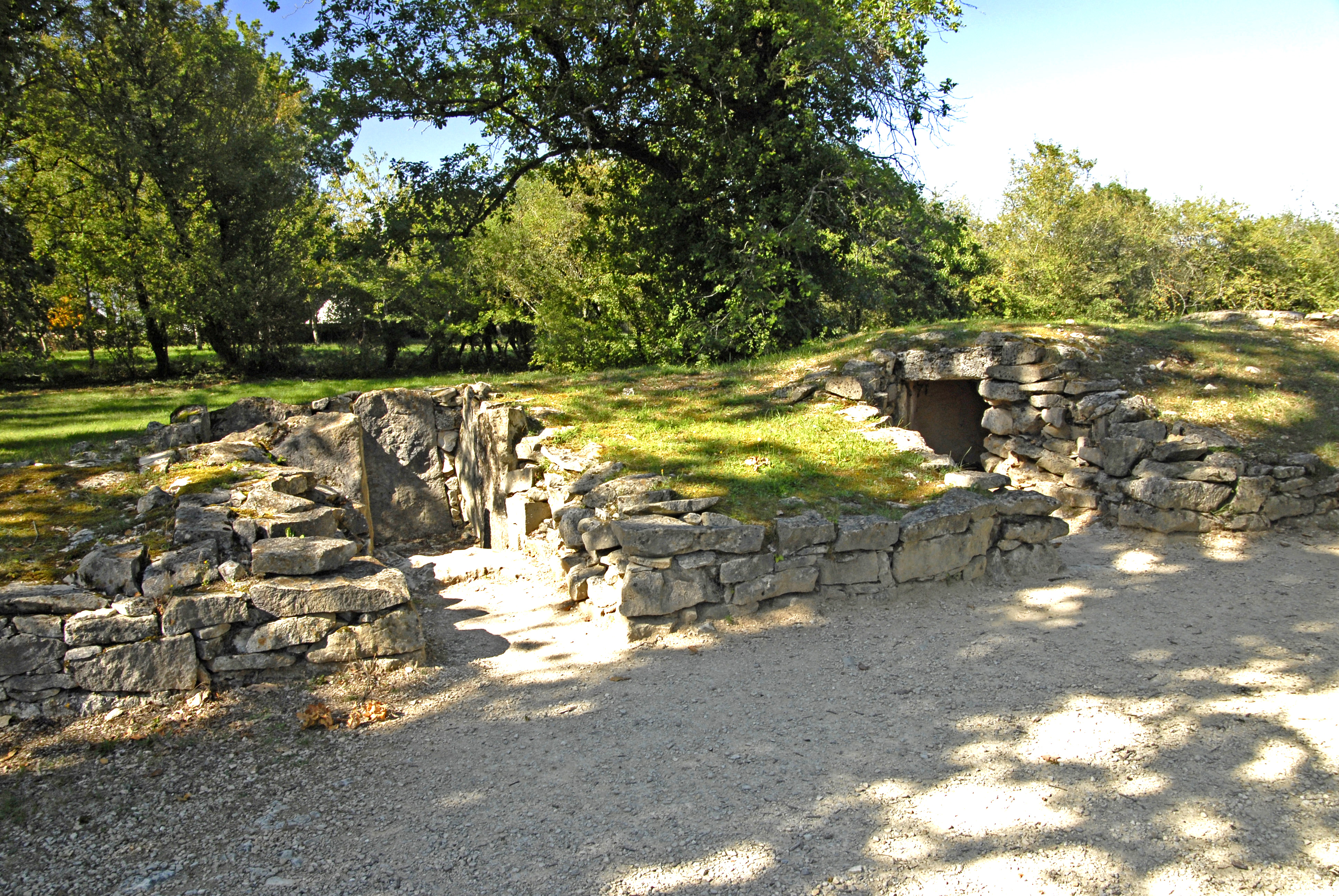
Dolmen B2 à gauche et dolmen B1 à droite.
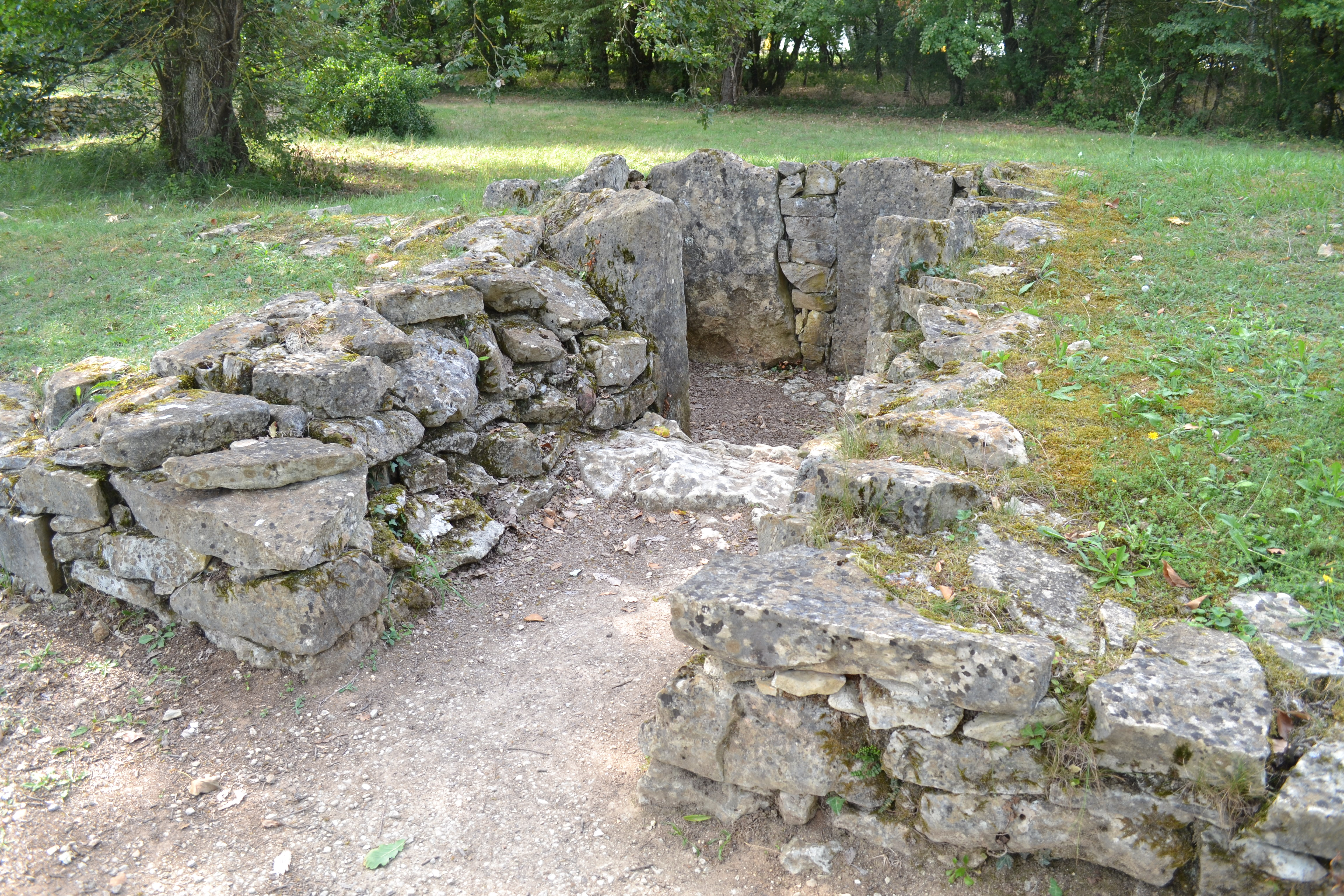
Dolmen B2.
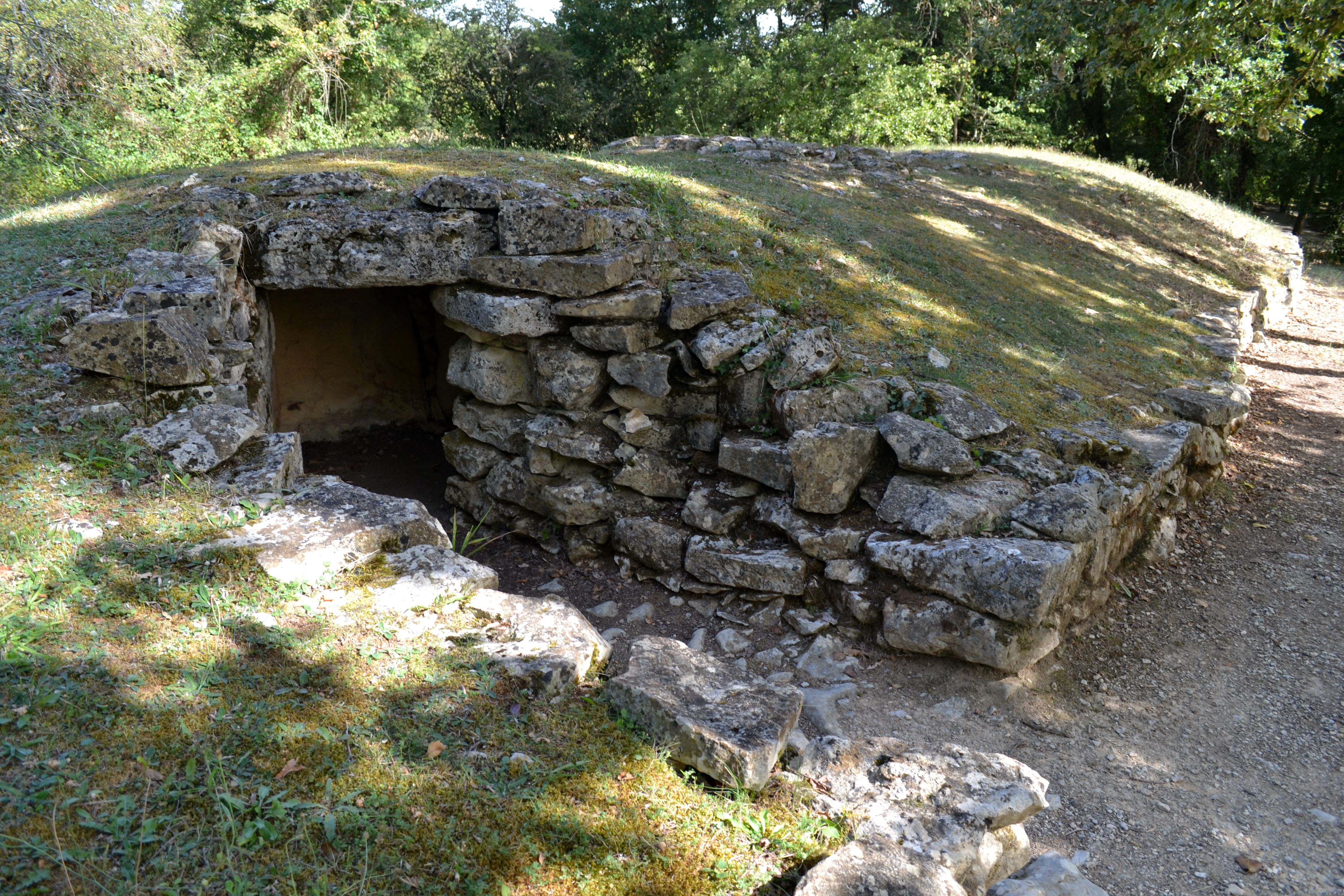
Dolmen B1.
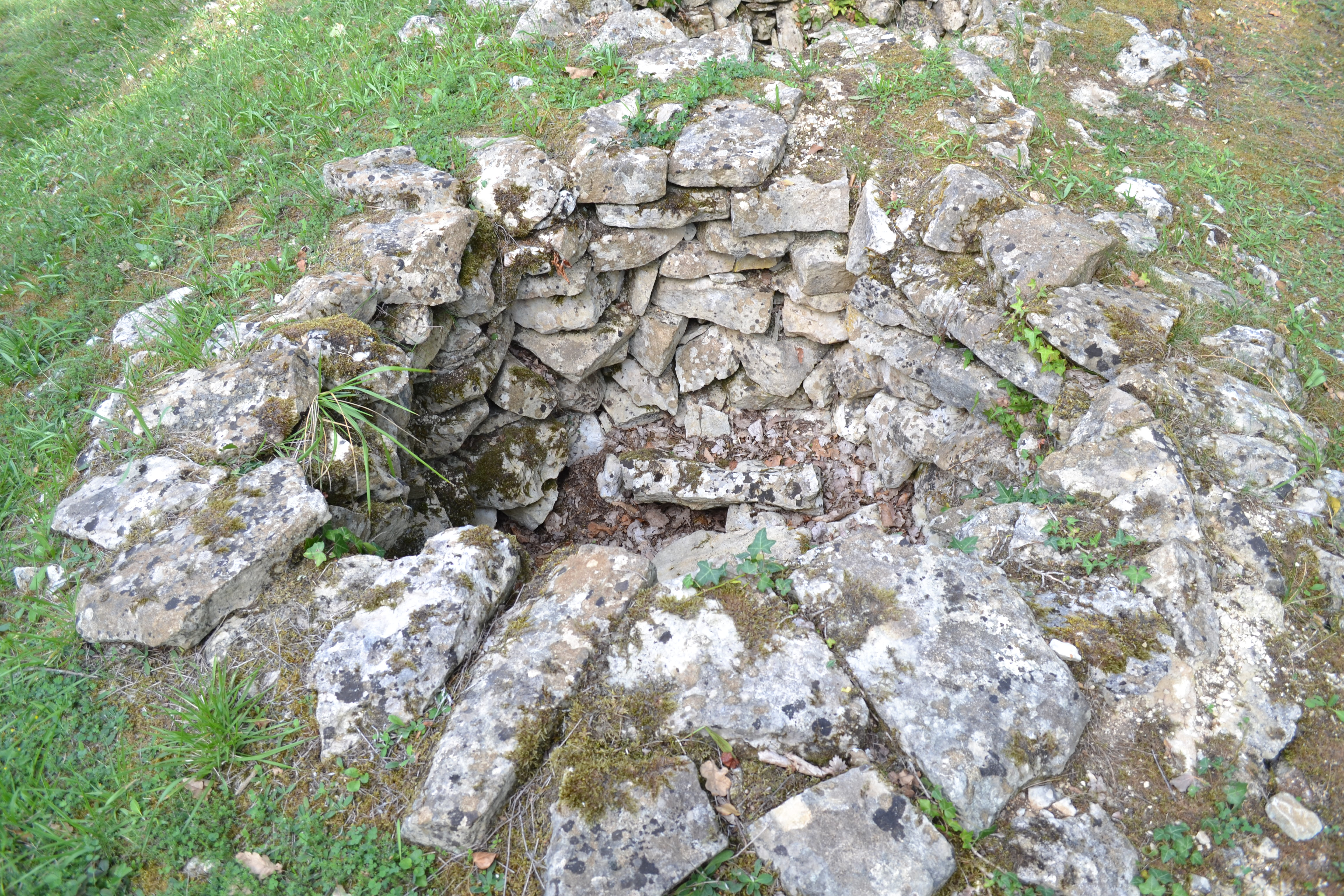
Premier coffre.
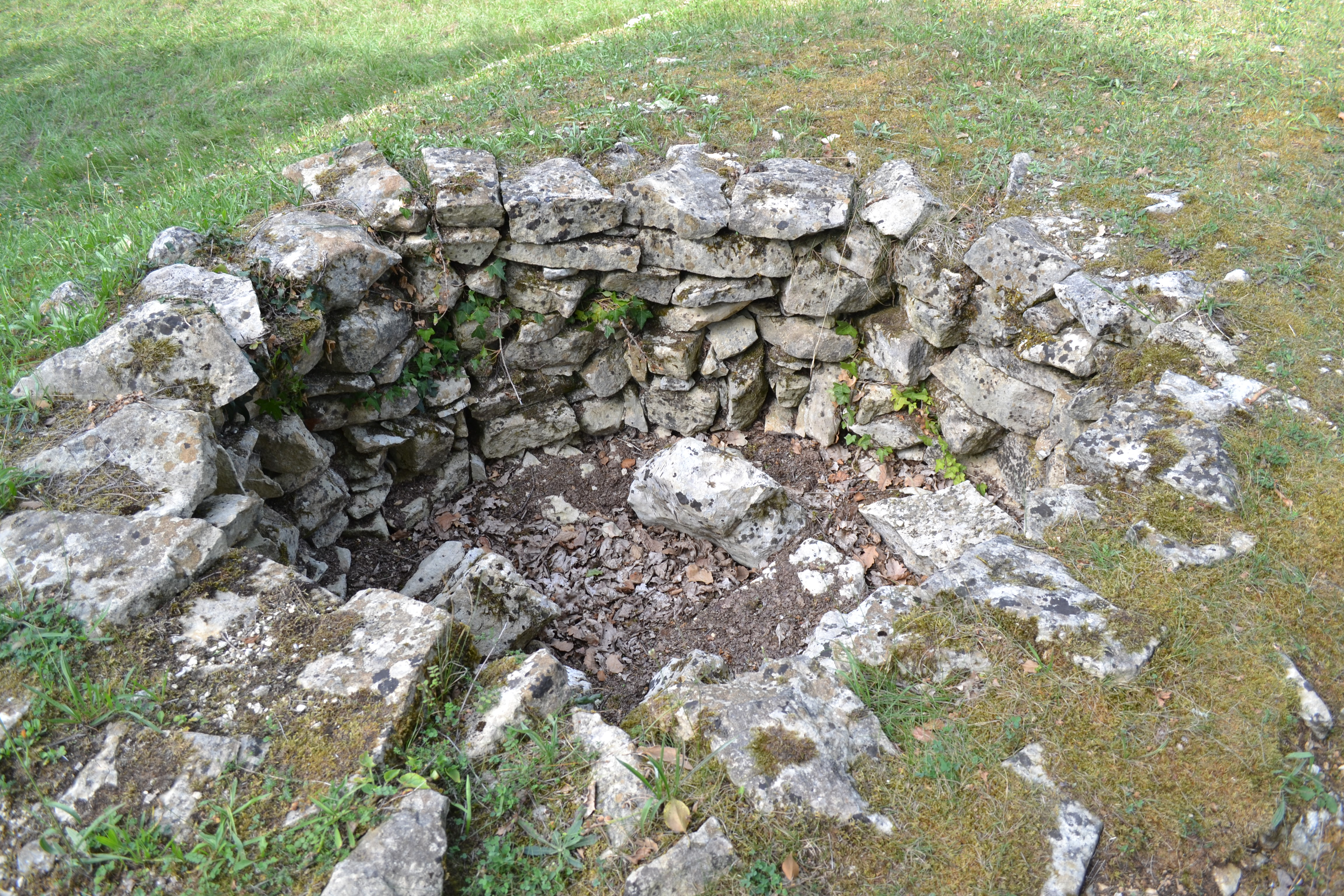
Deuxième coffre.

Le dolmen B2 a été découvert arasé. C'est une chambre de forme trapézoïdale dont les parois étaient constituées de murets en pierres sèches complétés par des orthostates dont les rainures de calage ont été retrouvées au sol. Elle est précédée d'un couloir, l'ensemble dessinant un « Q ». L'entrée de la chambre est marqué par une belle dalle de seuil. L'intérieur de la chambre comportait deux couches archéologiques distinctes. La couche supérieure renfermait trois inhumations séparées les unes des autres et la couche inférieure, au contact du sol rocheux, une série d'ossements (huit calottes crâniennes, deux à trois os longs, deux mandibules, vertèbres et côtes) dont la disposition suggère une inhumation secondaire. Le mobilier funéraire d'accompagnement était constitué de trois haches polies en fibrolithe, de pointes de flèches tranchantes, et d'une quinzaine de perles en calcaire et d'épingles en os.

### Le tumulus C

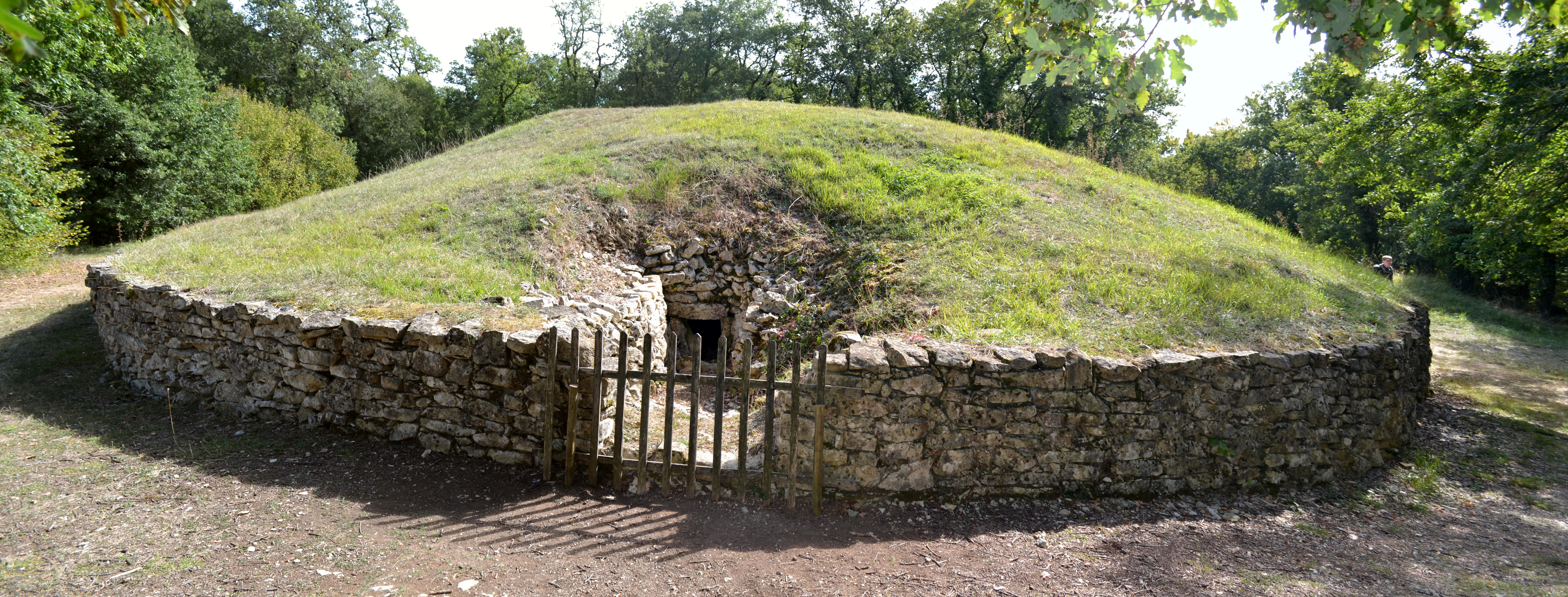
Tumulus C façade ouest.

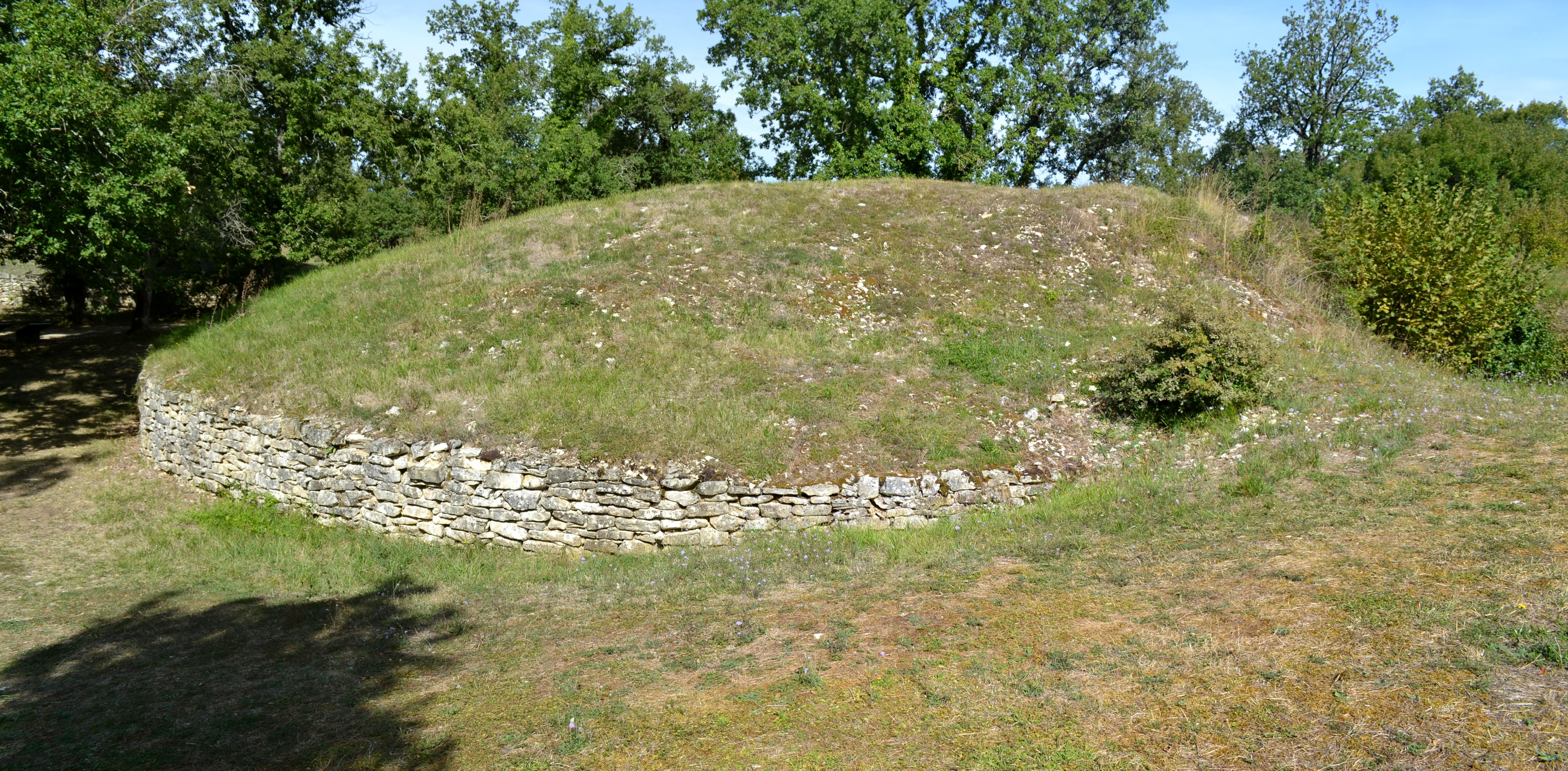
Tumulus C façade sud-est.

Il avait été très rapidement été exploré par Chambardel et de Lambardiouze dès 1840 puis par Sauzé en 1845. Plus tard, il fut endommagé dans sa partie est par l'exploitation d'une carrière pour l'empierrement de la voirie. C'est l'un des plus grands tumulus de la nécropole, il fut d'ailleurs baptisé « le grand tumulus » par Sauzé. Il mesure un peu plus de 40 m d'est en ouest et un peu plus de 35 m du nord au sud, pour une hauteur de 4,50 à 5 m. Le volume des matériaux utilisés est ainsi évalué à  2 000 m3. 
Les fouilles des années 1980 ont permis de comprendre que le monument visible actuellement résulte d'une construction en trois phases. Dans une première phase, un premier cairn, baptisé « tumulus C1 », de forme circulaire (24 m de diamètre sur 4 m de hauteur) fut construit. Il est ceinturé d'un mur de parement d'environ 2 m de hauteur. Il renferme une petite chambre rectangulaire (2 m de long sur 1,40 m de large et 1 m de hauteur), décentrée vers l'ouest, délimitée par six dalles soigneusement jointes : 4 pour les côtés mesurant un peu plus d'un mètre de hauteur, 1 dalle recouvrant le sol et 1 dalle formant la couverture. 
Toutes les dalles s'ajustent parfaitement entre elles au niveau des angles par un système de rainurage. Les dalles ont été entièrement bouchardées et la dalle située au nord comportait trois crochets sculptés dont un seul est désormais visible. Cette chambre funéraire s'apparente de fait à un ciste, d'ailleurs il n'y avait à l'origine aucun accès à la chambre. L'ouverture en entonnoir actuellement visible sur la façade occidentale du tumulus fut aménagée au XIXe pour en faciliter la visite,.
Les matériaux utilisés pour la construction du tumulus C1 proviennent d'une carrière située immédiatement à l'est du cairn. Dans une seconde phase, cette carrière fut remblayée pour construire le tumulus C2, massif, de forme rectangulaire, accolé au tumulus C1, mesurant 37 m de long côté est et 19 à 20 m côtés nord et sud. Dans une troisième phase, les tumulus C1 et C2 furent recouverts par un nouveau cairn de forme conique, sans parement extérieur, réalisé pour en condamner définitivement l'accès, appelé tumulus C3. L'ensemble fut construit sur une partie haute du site et le creusement de carrières à l'est du monument pour en extraire des matériaux de construction contribua à en renforcer l'aspect monumental.
En 1845, Sauzé rapporte avoir découvert des ossements humains dans le tumulus C1 correspondant à 6 squelettes humains : quatre individus dans la chambre, un adulte et un enfant dans le cairn sans plus de précision. Les fouilles des années 1980 permirent de recueillir un petit matériel archéologique en trois endroits différents du tumulus C1 : devant l'entrée de la chambre, dans le remblai et contre la face externe du parement. Il comprend des fragments osseux (vertèbres, dents, phalange) et des tessons de poterie à surface noire. Les emplacements de leur découverte laissent penser qu'il pourrait s'agir de résidus issus des fouilles de Sauzé plutôt que de dépôts intentionnels datés du Néolithique. La sépulture d'un enfant âgé de 7 à 8 ans dans le parement méridional du tumulus C2 et deux à trois sépultures ont été retrouvées dans l'angle nord-est du tumulus C3.

### Le tumulus D
Cette structure énigmatique n'est pas à proprement parler un tumulus. C'est une levée artificielle, mélange de terre et de pierres, enserrée par deux murs de parement non rigoureusement parallèles. Elle ne fut fouillée qu'en 1981. Elle mesure environ 100 m de longueur sur 1 à 1,50 m de largeur et 0,50 à 1 m de hauteur, orientée nord-ouest/sud. 
Elle a été construite sur un vestige du socle rocheux sous-jacent, où furent creusées les carrières de construction du tumulus C (à l'ouest) et celles des tumulus E et F (à l'est). La présence de ces carrières renforce un peu plus le caractère séparateur du tumulus D au sein de la nécropole. Le mobilier archéologique qui y fut recueilli se limite à quelques tessons de céramique, un percuteur en chaille et un embout d'outil (pic ?) en bois de cerf. On ne connaît aucune structure similaire sur un autre site mégalithique. La seule certitude concernant le tumulus D est que sa construction est contemporaine ou postérieure au creusement de la carrière du tumulus C2.

### Le tumulus E
Le tumulus est de forme approximativement rectangulaire. Il mesure 22 m de long sur 10 m de large. Il est délimité par deux murs de parement. Sa forme est légèrement arquée. Il a été édifié directement sur une petite butte et les pierres utilisées proviennent de petites fosses d'extraction qui ont été identifiées autour du tumulus. Le tumulus renferme deux chambres, baptisées E1 et E2, ouvrant à l'est par deux couloirs parallèles.
La plus méridionale, la chambre E1, est de forme circulaire et mesure environ 3 m de diamètre. Les parois de la chambre étaient formées d'orthostates, onze selon les observations de Sauzé effectuées en 1840 qui le conduisirent à y voir un « cromlech », dont la base était calée dans une rainure creusée dans le sol. Seules deux des dalles d'origine ont subsisté, d'une hauteur de 1 m, les manquantes ont été remplacées lors de la restauration du monument. Le mode de couverture de la chambre et celui du couloir d'accès demeurent inconnus. Le matériel archéologique découvert lors des fouilles est très fragmenté mais homogène. Il correspond à des ossements humains (dont 4 crânes), des tessons d'une poterie de mauvaise qualité à fond rond, des outils en silex (grattoirs, couteau, perçoir, flèche tranchante) et à quelques éléments de parure (dents perforées de chien et bovidé, perle en variscite).
La chambre E2 est de forme rectangulaire mais elle pourrait avoir été circulaire à l'origine avant d'être remaniée. Elle mesure 3,30 m de long sur 2,65 m de large. Les parois sont en pierres sèches. Elles étaient initialement doublées par des dalles verticales, suffisamment solides pour permettre de soutenir une table de couverture, seule une dalle fut retrouvée intacte. Le mobilier découvert confirme l'hypothèse d'une première chambre ultérieurement remaniée avec un premier ensemble d'objets de même nature que celui de la chambre E1 (céramique, flèche, perles, haches votives en fibrolithe) et un second ensemble plus tardif comprenant des flèches en silex à pointe tranchante et des vases à fond plat.

Tumulus E
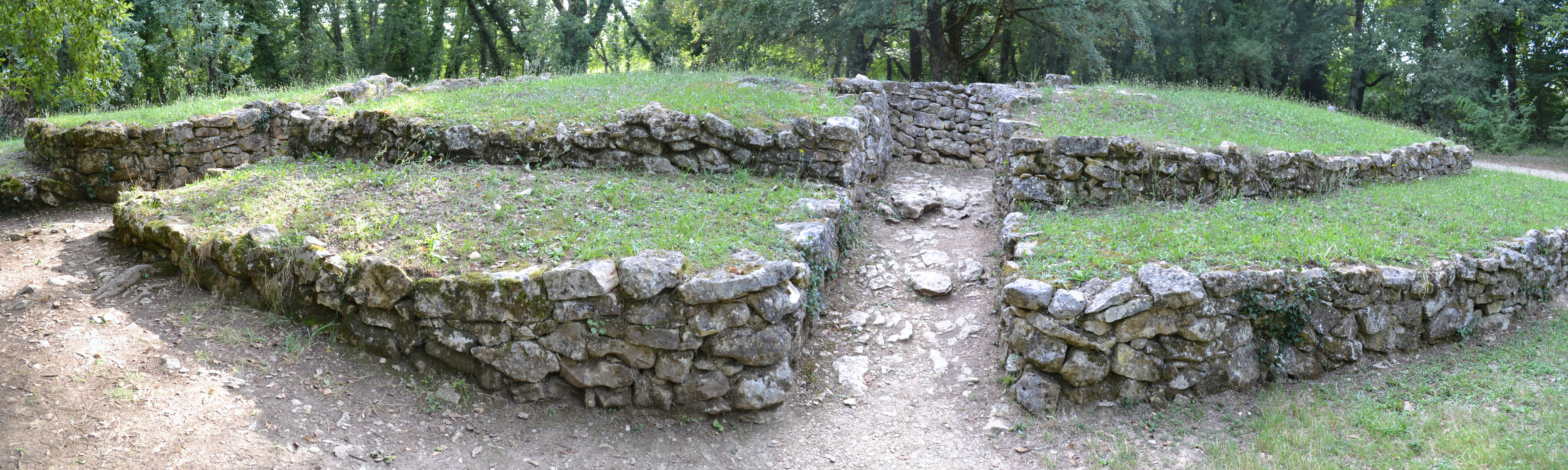
Chambre E1 à gauche, chambre E2 à droite (vue déformée, courbée).
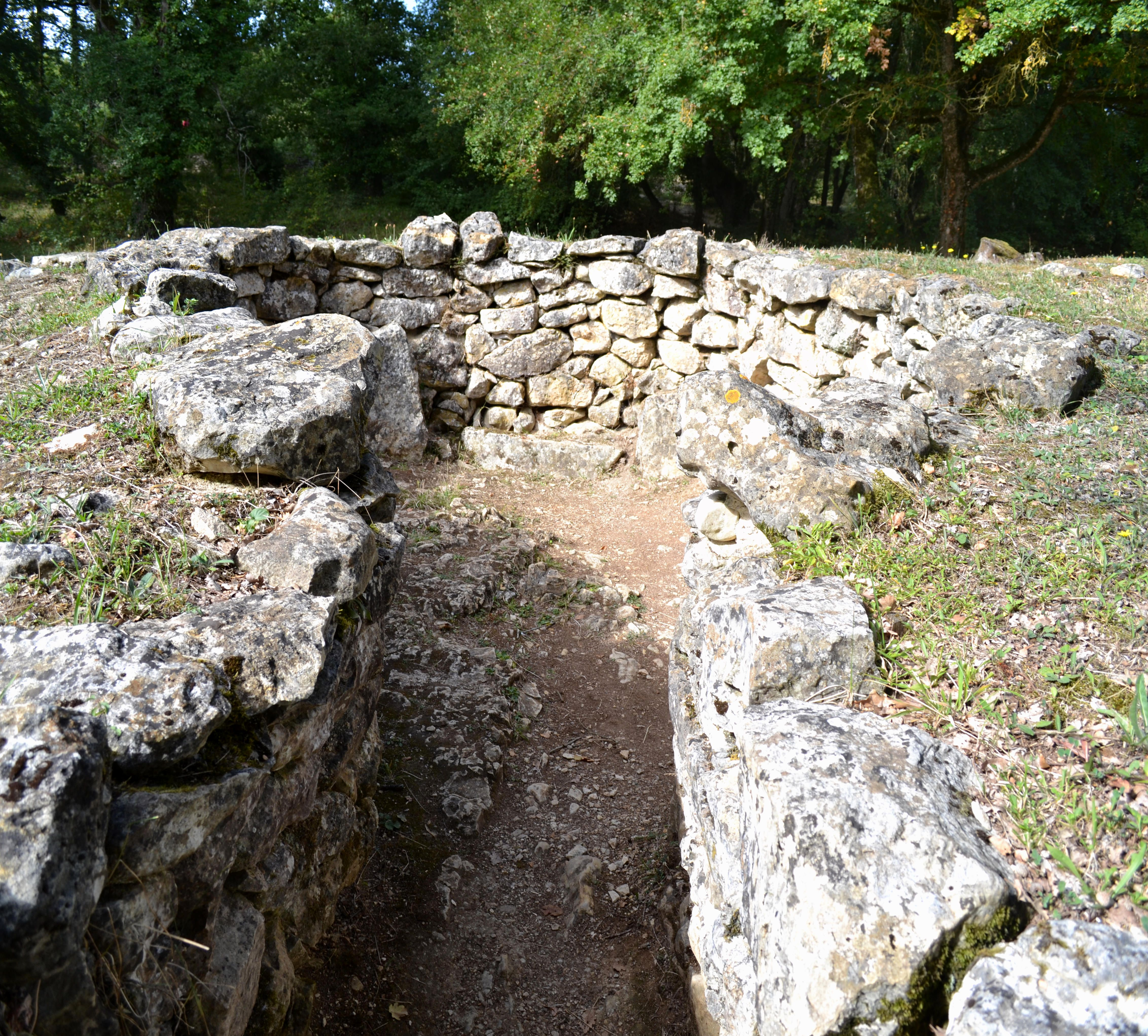
Chambre circulaire E1.
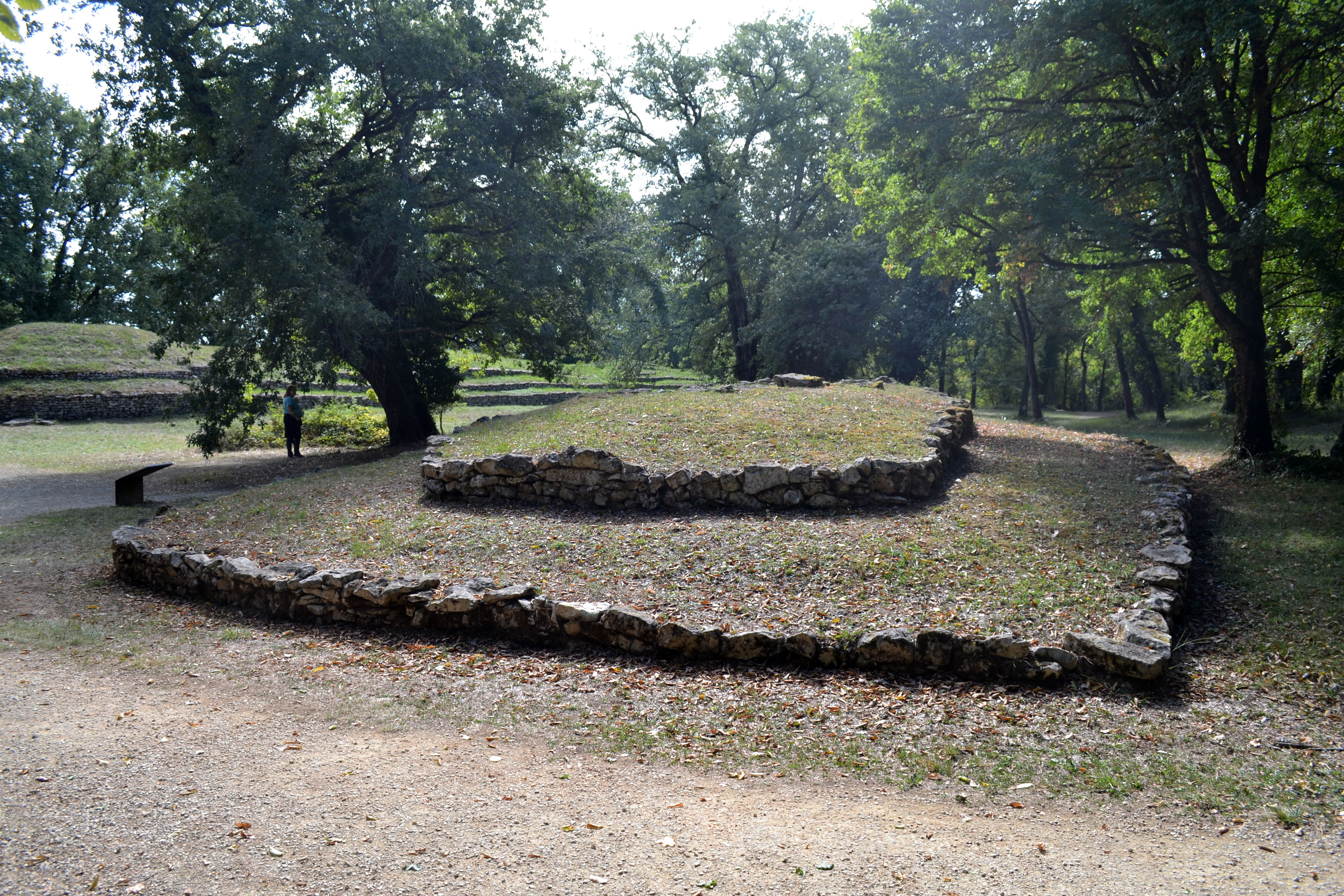
Tumulus E, vue depuis le nord.

### Le tumulus F

#### Architecture
Le tumulus F est de forme trapézoïdale. Il mesure 72 m de long pour une largeur comprise entre 12 m au sud et 16 m au nord pour une hauteur moyenne de 3 m. Il est constitué de trois parties, dénommées F0 à F2 depuis le sud vers le nord, tout en conservant une unité architecturale certaine. Sa construction a été précédée d'une habile réflexion visant à exploiter la topographie des lieux. En effet, il a été édifié sur une pente ascendante vers l'ouest et son grand axe correspond à la courbe de niveau du sol naturel. La pente naturelle a été remarquablement utilisée pour accentuer le relief de la construction. Ainsi pour un observateur situé à l'est du monument, celui-ci paraît avoir 5 à 6 m de hauteur alors qu'il n'en mesure que 3 m et, côté occidental, la large fosse de la carrière a été partiellement remblayée donnant ainsi l'impression que le mur de parement extérieur est harmonieusement situé à mi-pente de chaque côté monument.
Le tumulus F0 fut édifié en premier. Il est formé d'un cairn circulaire d'un diamètre de 10 m à triple parement concentrique. Il renferme une chambre circulaire d'environ 2,50 m de diamètre entièrement en pierre sèche et couverte en encorbellement. Elle ouvre à l'est par un couloir. Le tumulus F1 lui fut ultérieurement accolé au nord. Le tumulus F1 constitue la partie centrale, la plus longue, du tumulus F. Il ne contient aucune chambre. Les fouilles ont mis en évidence qu'il est constitué d'une série de sept massifs quadrangulaires, de 6 à 9 m de longueur, juxtaposés et s'emboîtant les uns aux autres côté nord, construits sur le même modèle. Chaque unité se compose d'un massif central large de 2 m environ avec une arête axiale et des parements extérieurs. Au fur et à mesure que l'arête centrale s'élève, les murs de parements sont confortés par de grosses pierres placées obliquement en contrefort et le tout est complété par un remplissage interne retenu par un nouveau mur de parement extérieur lui même calé par de grosses pierres obliques. Finalement, chaque unité comprend quatre ou cinq degrés de part et d'autre de l'axe central et toutes les unités sont alignées par le parement le plus extérieur s'étirant sur toute la longueur du monument.
Le tumulus F2 fut accolé à l'extrémité nord du tumulus F1. Il comporte une chambre funéraire carrée d'environ 5 m de côté, recouverte d'une unique dalle de 6 m de long sur 3,50 m de large et 1,30 m de hauteur dont le poids est estimé à 32 tonnes. Elle ouvre sur l'extérieur par un couloir au nord. Bien que la chambre du tumulus F2 fut très endommagée par l'effondrement de sa table de couverture, les fouilles de 1973 ont permis d'en reconnaître le plan. La chambre était délimitée par des orthostates appuyées sur un parement qui maintenait la masse du tumulus. Il s'agit d'un dolmen de type angoumoisin typique. Deux orthostates de 2,20 m de hauteur furent retrouvées en place et intactes. Elles étaient entièrement bouchardées et comportaient des rainures latérales d'encastration identiques à celles observées sur les piliers des dolmens A, B1 et C1. La dalle de l'angle sud-est comporte une figure bouchardée en forme de crochet, une seconde figure du même type conservée au Musée des Antiquités Nationales pourrait provenir de la même dalle,.

Tumulus F
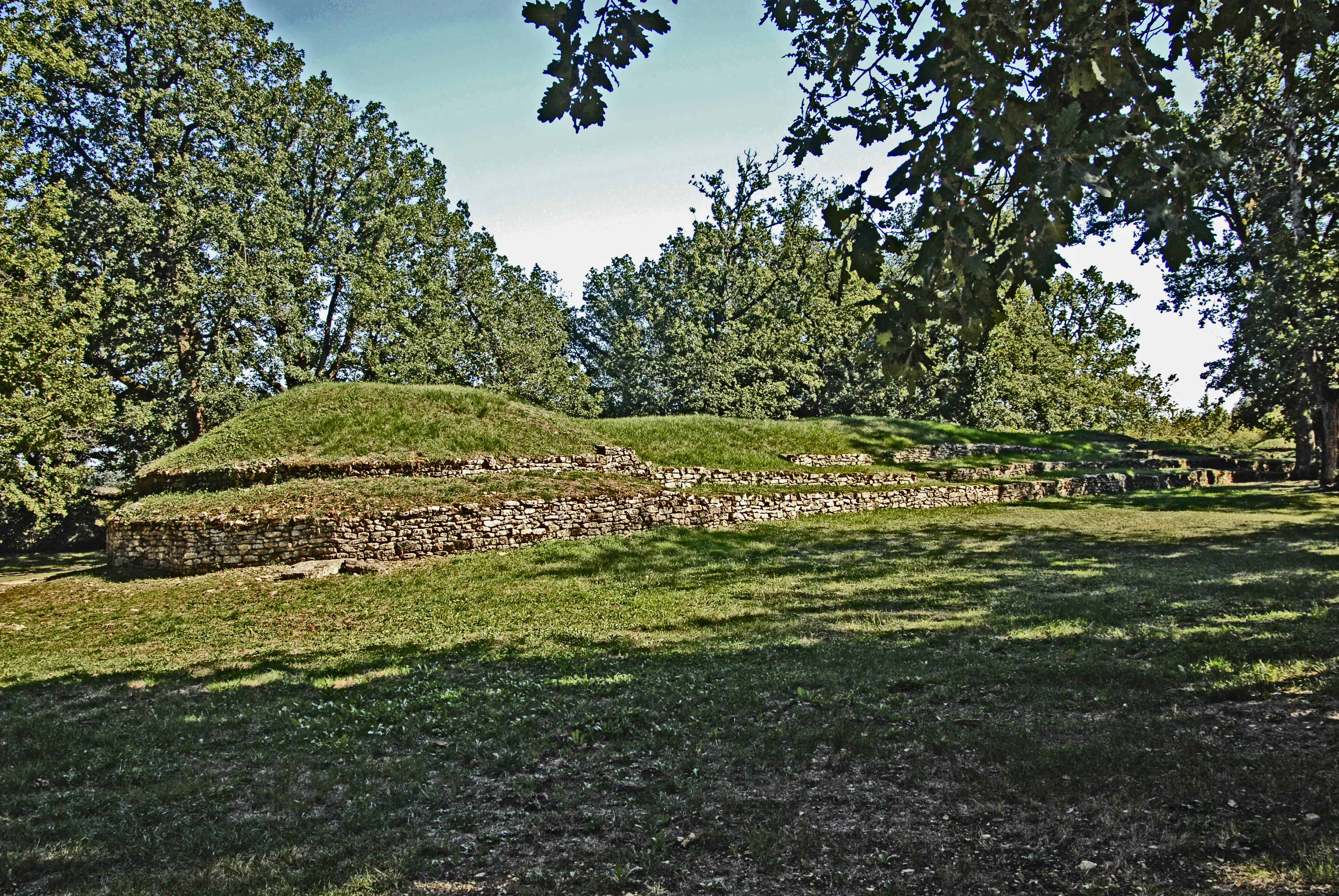
Tumulus F, vue du nord-ouest.
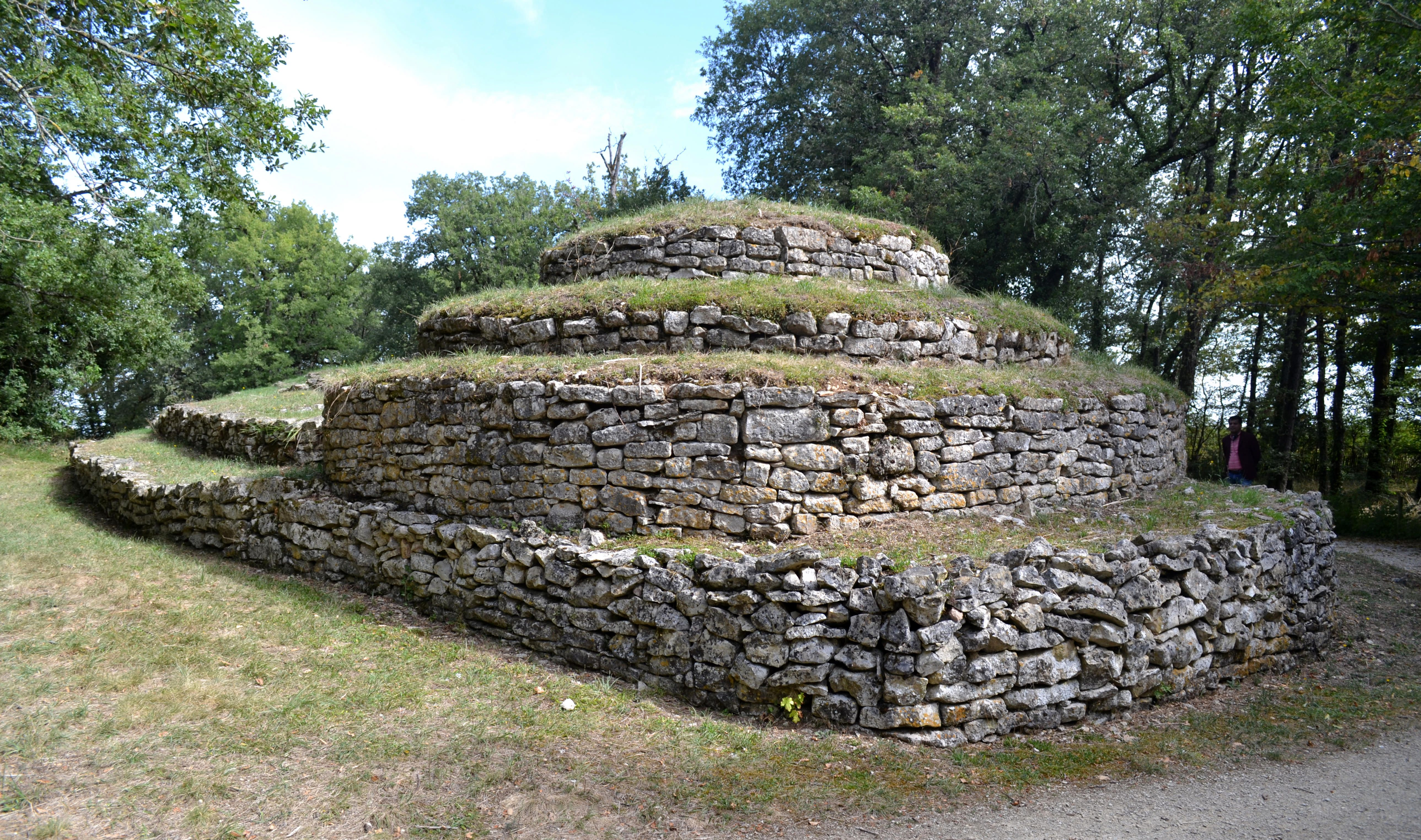
Tumulus F, vue du sud.
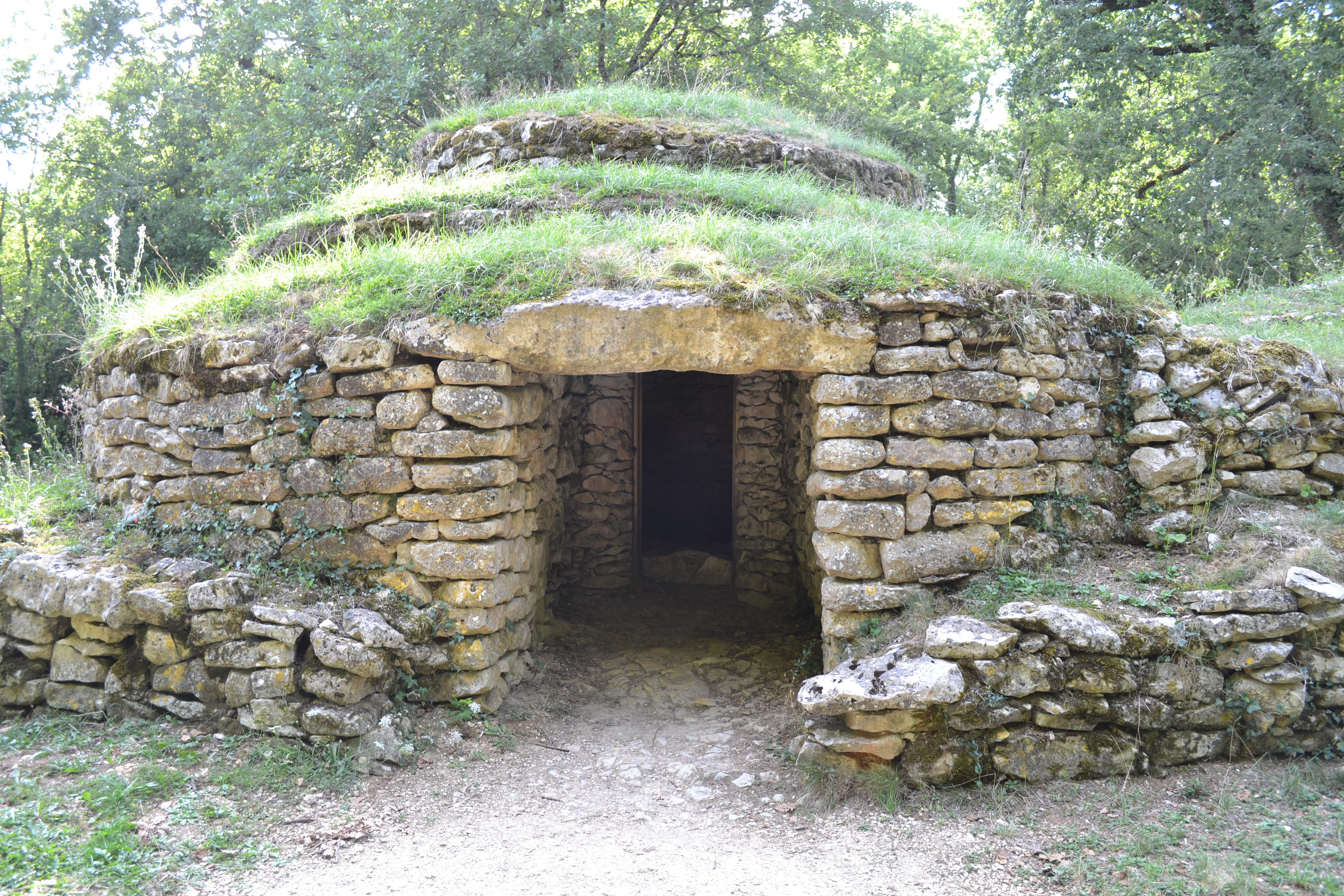
Tumulus F0, vue de l'est.
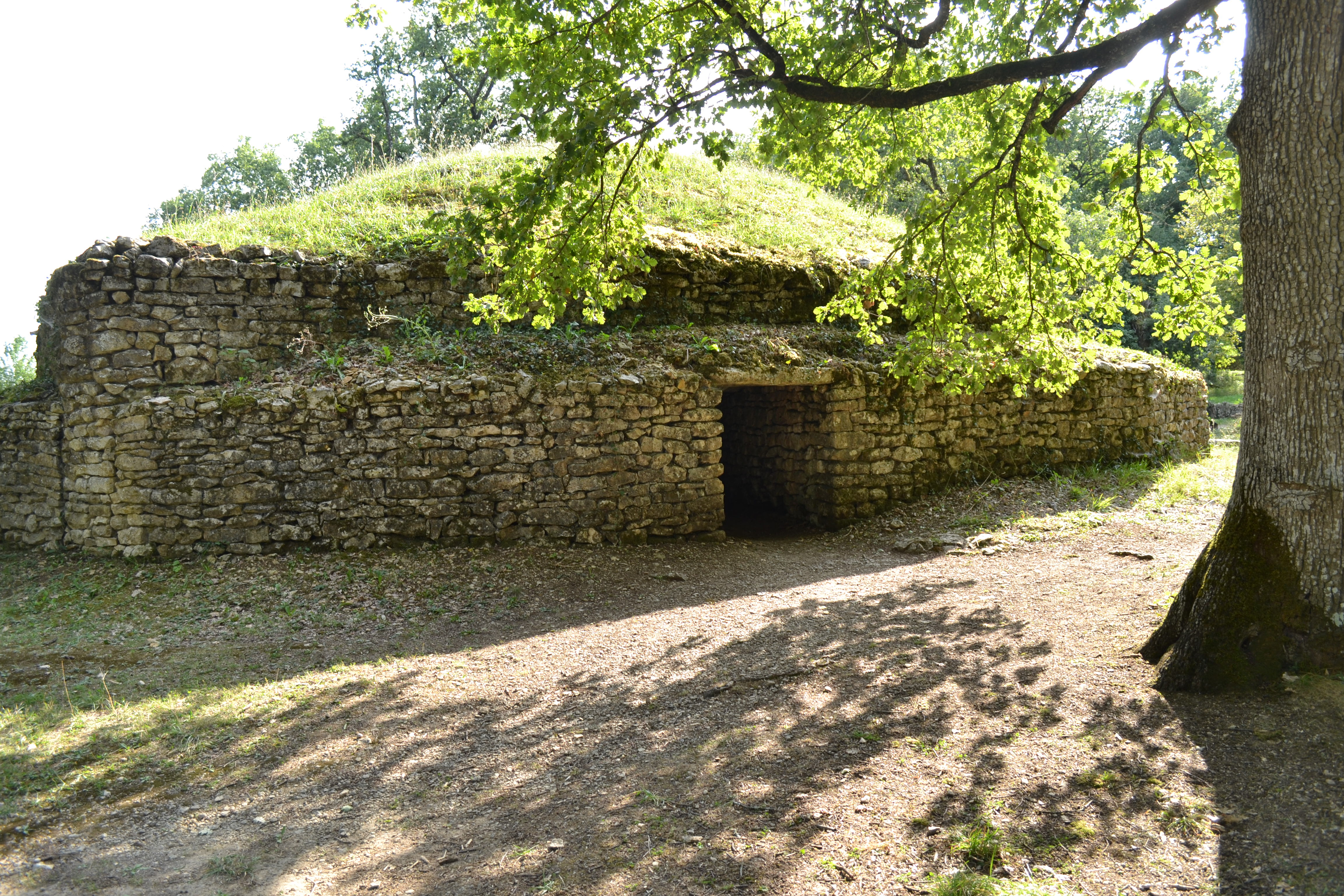
Tumulus F2, vue du nord.
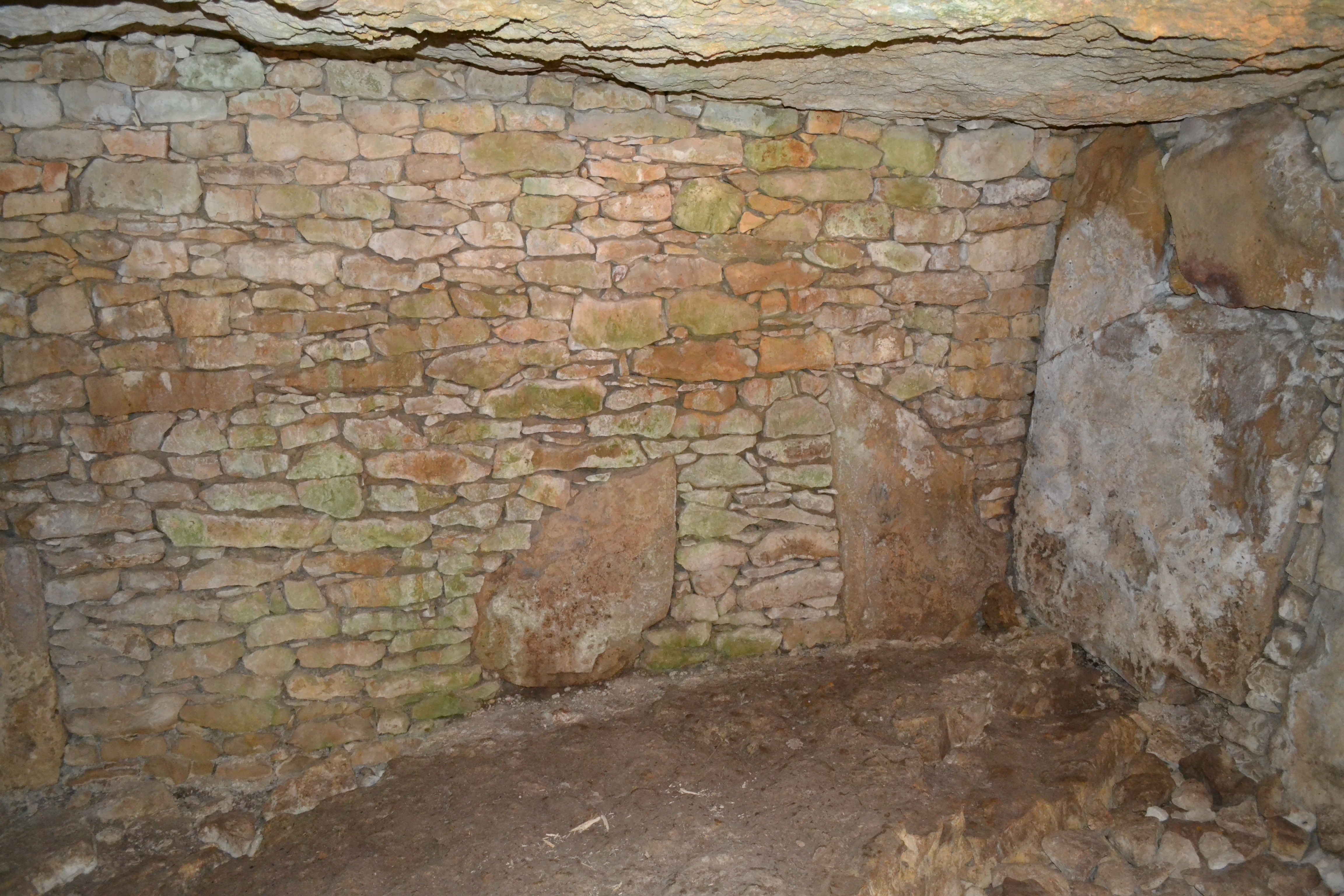
Tumulus F2, intérieur de la chambre.

#### Mobilier archéologique
Les fouilles du tumulus F0 ont permis d'y reconnaître deux couches archéologiques distinctes. Dans la première couche, le mobilier était aligné selon un axe est-ouest et se composait d'un vase entier à fond plat découvert écrasé, d'un second vase et des ossements d'un enfant (thorax en connexion anatomique). La seconde couche a été retrouvée sous une dalle probablement effondrée de la voûte. Épaisse de 0,70 à 1 m, elle renfermait de nombreux ossements humains à l'état fragmentaire correspondant à environ une dizaine d'individus, dont la moitié sont des enfants. 
Les datations au C14 indiquent deux périodes de dépôt dont la plus ancienne se situerait vers 4700 av. J.-C., soit les plus anciens ossements humains trouvés dans une chambre funéraire néolithique en Europe de l'Ouest. Le matériel archéologique d'accompagnement était assez pauvre : vase entier à fond rond, petit bol à bouton latéral, 4 épingles en os, 1 silex taillé, 1 broyeur en roche dure, 1 dent de loup percée. Tout ce mobilier reposait sur une couche de dallage en plaquettes d'environ 0,30 m d'épaisseur reposant elle-même sur une couche d'argile rouge recouvrant le sol naturel. Dans cette couche d'argile, on découvrit deux pointes de flèche tranchante d'un type archaïque.
Le tumulus F1 ne contenait aucune sépulture collective mais trois sépultures individuelles y ont été découvertes (deux le long du parement extérieur ouest, une entre les tumulus F1 et F0). Deux d'entre elles contenaient les squelettes d'un jeune enfant. Le mobilier recueilli se limite à un fragment de vase à fond plat, un tesson de céramique daté du Peu-Richardien et un micro-burin en silex.
Des percuteurs en chaille et des bois de cerf utilisés comme pics ont été recueillis dans la carrière située à l'ouest du tumulus F2. Ces bois de cerf ont pu être datés au C14 dans une fourchette comprise entre 4357 et 4046 av. J.-C. Le tumulus F2 était ruiné et il avait été utilisé comme abri par les bergers de nombreuses années durant. Le monument a livré peu de matériel archéologique et 735 fragments d'ossements humains attribués à un minimum de trois adultes et deux enfants. 
Ces échantillons ont été datés au radiocarbone de la seconde moitié du (IVe millénaire av. J.-C. mais le dolmen fut construit au (Ve millénaire av. J.-C.) comme l'atteste la découverte dans la chambre de trois flèches tranchantes et de tessons d'une céramique fine et noire à dégraissant micacé de type « pot de fleur ». Les lamelles en silex trouvées dans le couloir d'accès dateraient de la période la plus ancienne mais une ébauche de hache en silex et un fragment de vase à fond plat dateraient d'une phase de réutilisation. Le même mélange temporel de mobilier fut découvert, dans le couloir qui était fermé par un remplissage de pierres (une mandibule humaine non datée, un talon de hache en jadéite, des éléments plus récents en silex) et le long du parement extérieur (céramique noire lissée, fragments de vases supports et perle en variscite),.

### Datation et chronologie relative
Les datations au carbone 14 à partir des fragments osseux humains et d'un charbon de bois retrouvés dans des contextes archéologiques précis indiquent que les premières constructions furent réalisées au (Ve millénaire av. J.-C.) mais le site fut utilisé jusqu'au milieu du IIIe millénaire av. J.-C.. Les vingt datations au C14 réalisées par l'université de Lyon ont permis d'identifier six phases d'aménagement et d'utilisation du site :
| Phase | Utilisation                                                            | Datations au C14 (av. J.-C.) / monument | Période                             |
| ----- | ---------------------------------------------------------------------- | --- | ----------------------------------- |
| 1     | construction des chambres rondes                                       | entre 4940 et 4530 (F0) entre 4940 et 4395 (E1) | Néolithique moyen I                 |
| 2     | utilisation des chambres rondes                                        | entre 4720 et 4400 (F0) entre 4500 et 4050 (F0) entre 4225 et 3985 (F0) entre 4040 et 3975 (F0)                                                                       | Néolithique moyen I et II           |
| 3     | construction des dolmens quadrangulaires                               | entre 4334 et 4043 (A) | Néolithique moyen II (Chasséen)     |
| 4     | utilisation des dolmens quadrangulaires                                | entre 4357 et 4046 (F2) entre 4130 et 4060 (B2) entre 4030 et 3975 (B1) entre 4040 et 3975 (A)                                                                        | Néolithique moyen II (Chasséen)     |
| 5     | dépôts autour des tumulus ou réutilisation des dolmens quadrangulaires | entre 3985 et 3785 (A) entre 3970 et 3530 (C2) entre 3970 et 3535 (C1) entre 3620 et 3580 (A) entre 3640 et 3340 (E2) entre 3790 et 3350 (F2) entre 3505 et 2890 (F2) | Néolithique récent (Peu-Richardien) |
| 6     | sépulture individuelle condamnation et abandon du site                 | entre 2580 et 2340 (F0, F1) | Néolithique final Bronze ancien     |

## Le musée préhistorique et le parc archéologique

### Musée des Tumulus de Bougon

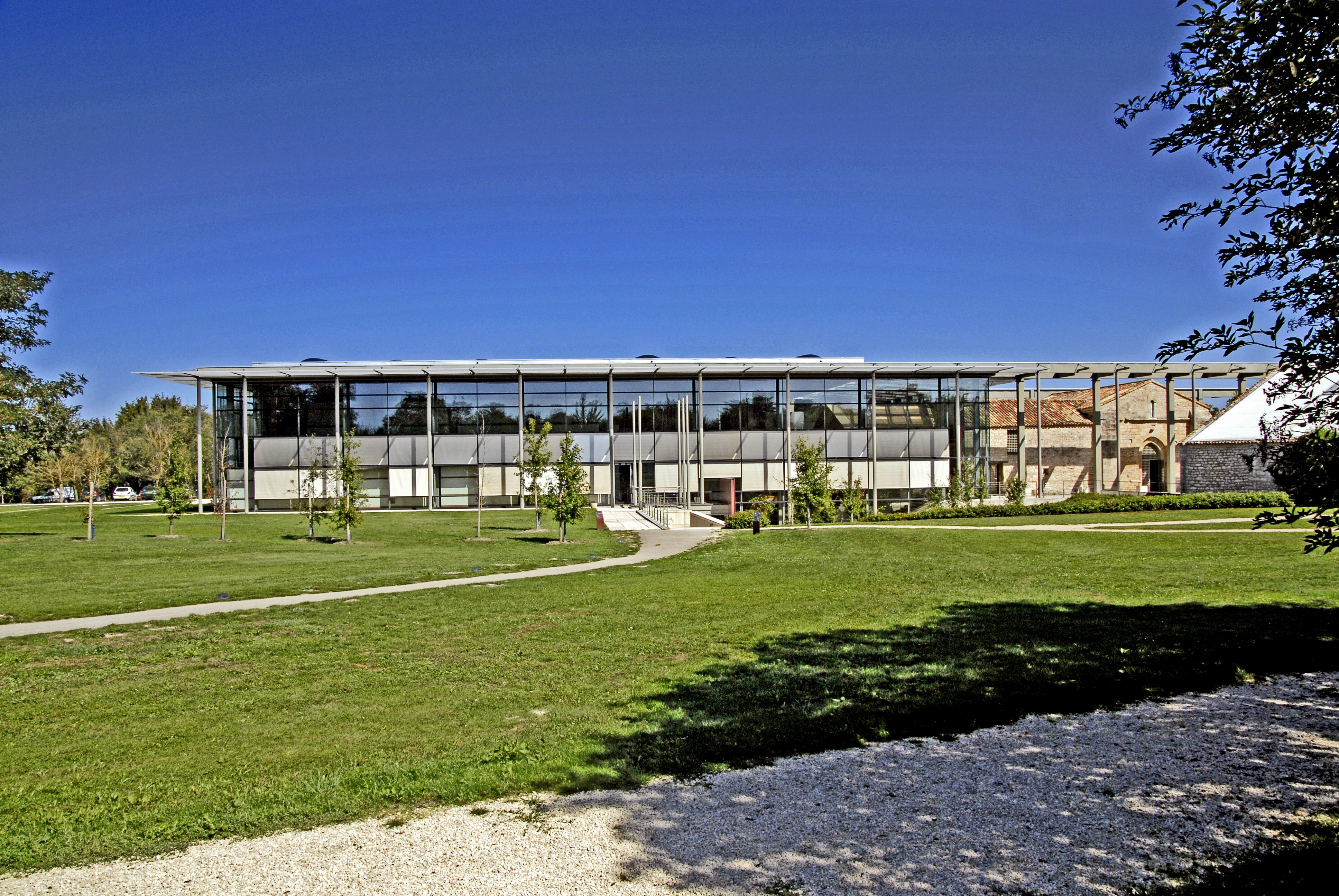
Le musée et la chapelle du prieuré Cistercien.

Le musée des Tumulus de Bougon, créé à l'initiative du Conseil départemental des Deux-Sèvres propriétaire du site, a été construit en 1992-1993 par l'architecte Jean-François Milou et inauguré en juin 1993.
Situé à 500 m au nord des tumulus, sur l'emplacement d'un ancien prieuré cistercien dont il englobe la chapelle, le musée est consacré à la Préhistoire, en mettant l'accent sur le Néolithique et le mégalithisme. Cet ensemble s'ouvre sur une mise en perspective depuis l'origine de la vie sur terre constituée de documents vidéos, de fossiles (salle Évolution) et d'outils comparés datés du Paléolithique, Mésolithique et Néolithique (galerie archéologique). Les salles présentent dans un ensemble de vitrines et de documents vidéo un large panorama de l'époque néolithique (outils et les pratiques, types de constructions) couvrant la région Centre-Ouest de la France (restitution partielle de la chambre à couloir du Cairn de Gavrinis, dalles gravées) et incluent une reconstitution du sanctuaire de Çatal Höyük.
La salle de la nécropole de Bougon présente les séries d'objets découverts sur place lors des fouilles de 1840 (ancienne collection du musée de Niort) et un important dépôt du Musée d'Archéologie nationale comprenant la collection Souché (sites archéologiques de Pamproux et de Salles), les céramiques découvertes au camp Chez Reine à Sémussac, des pièces de la collection Favre, des maquettes du XIXe de monuments mégalithiques et des collections régionales issues des fouilles de différents sites néolithiques (camp des Loups à Échiré, site de la Sauzaie, Tumulus du Montioux, Motte des Justices, Tumuli de Champ Châlon, Pointe du Payré à Jard-sur-Mer, dolmens de Thorus...).

Le contexte : la Préhistoire, le Néolithique, etc.
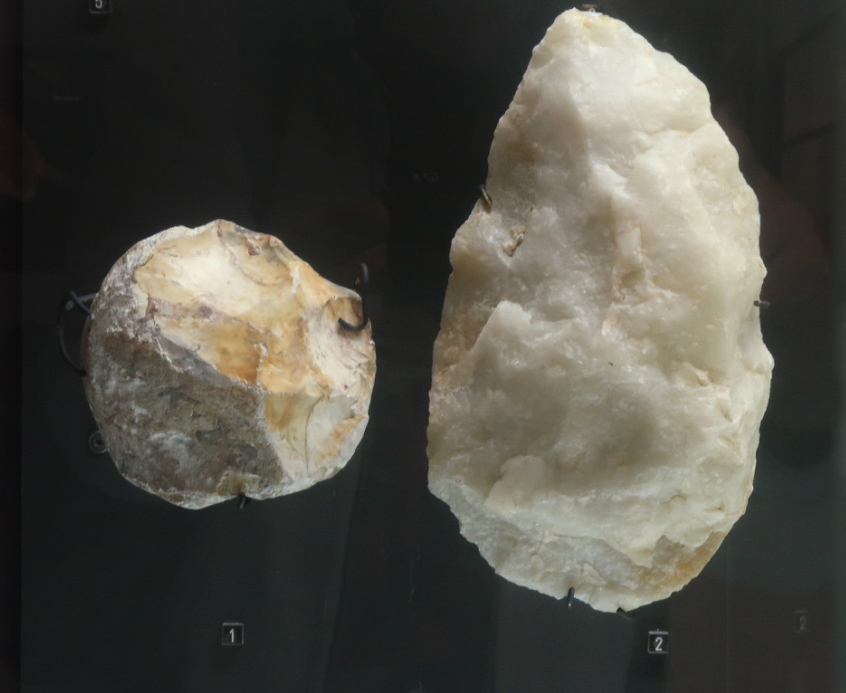
Évolution des outils de pierre taillée au Paléolithique inférieur (av. 300 000 ans). 1: galet aménagé sur deux faces, silex ; 2: biface, quartz (h = 30 cm env.).
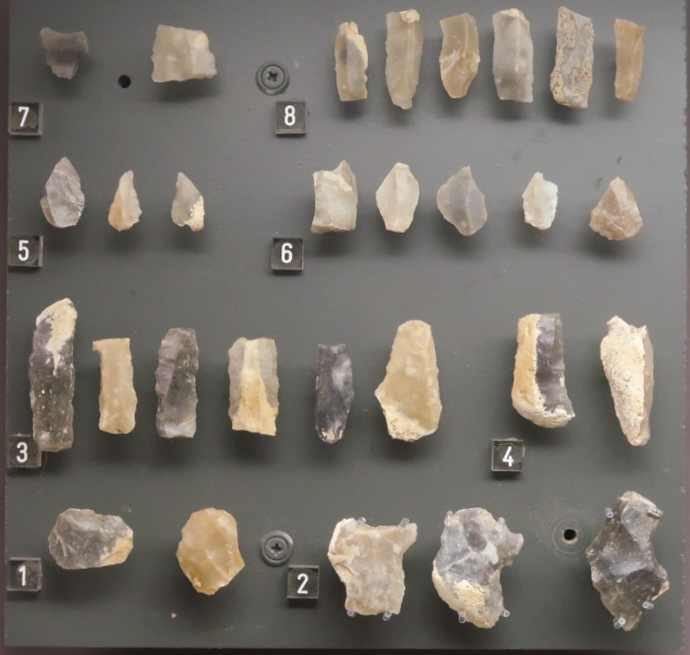
Outils de pierre taillée du Mésolithique. La Pointe du Payré, Jard-sur-Mer (Vendée). Microlithes (chaque numéro: h = 1 cm).
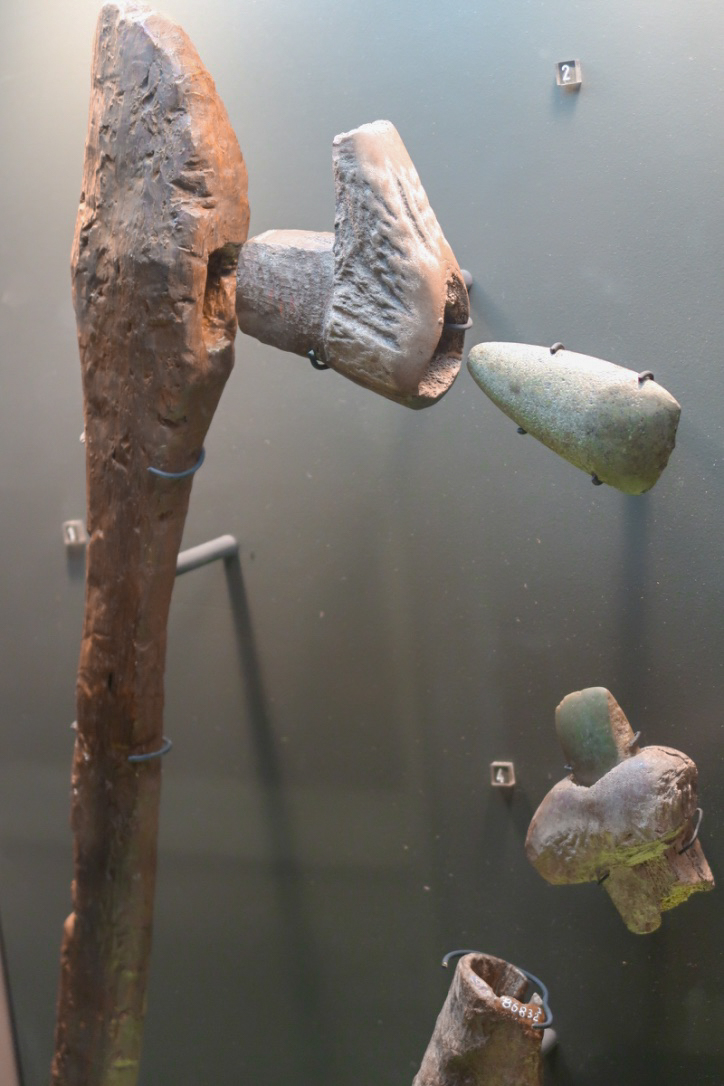
Néolithique: Principe d'emmanchement d'une hache en pierre polie.
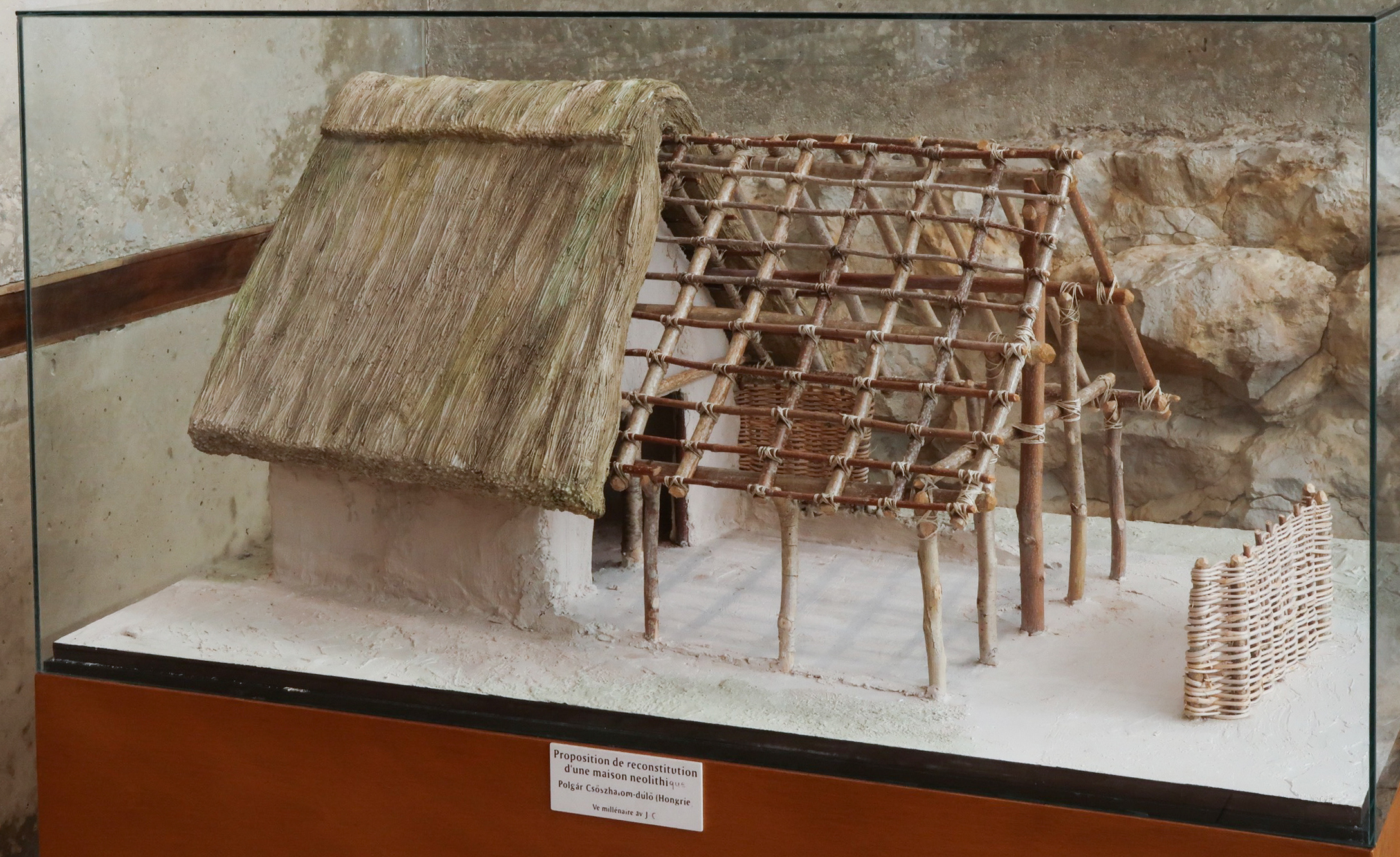
Néolithique: Proposition de reconstitution d'une maison du Ve millénaire.
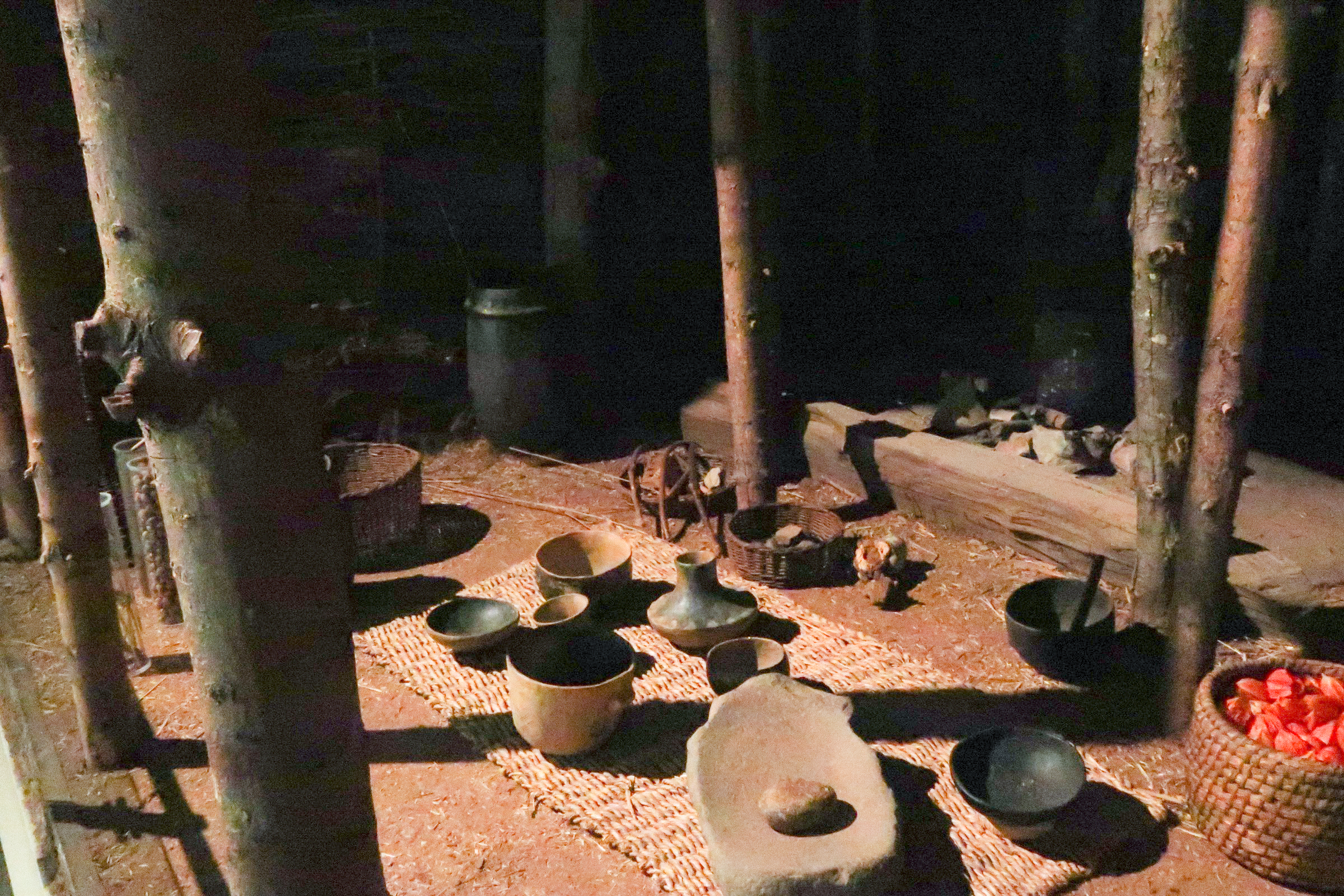
Néolithique: Un intérieur (proposition) : meule fixe et son broyeur pour le grain, céramiques et tressages.
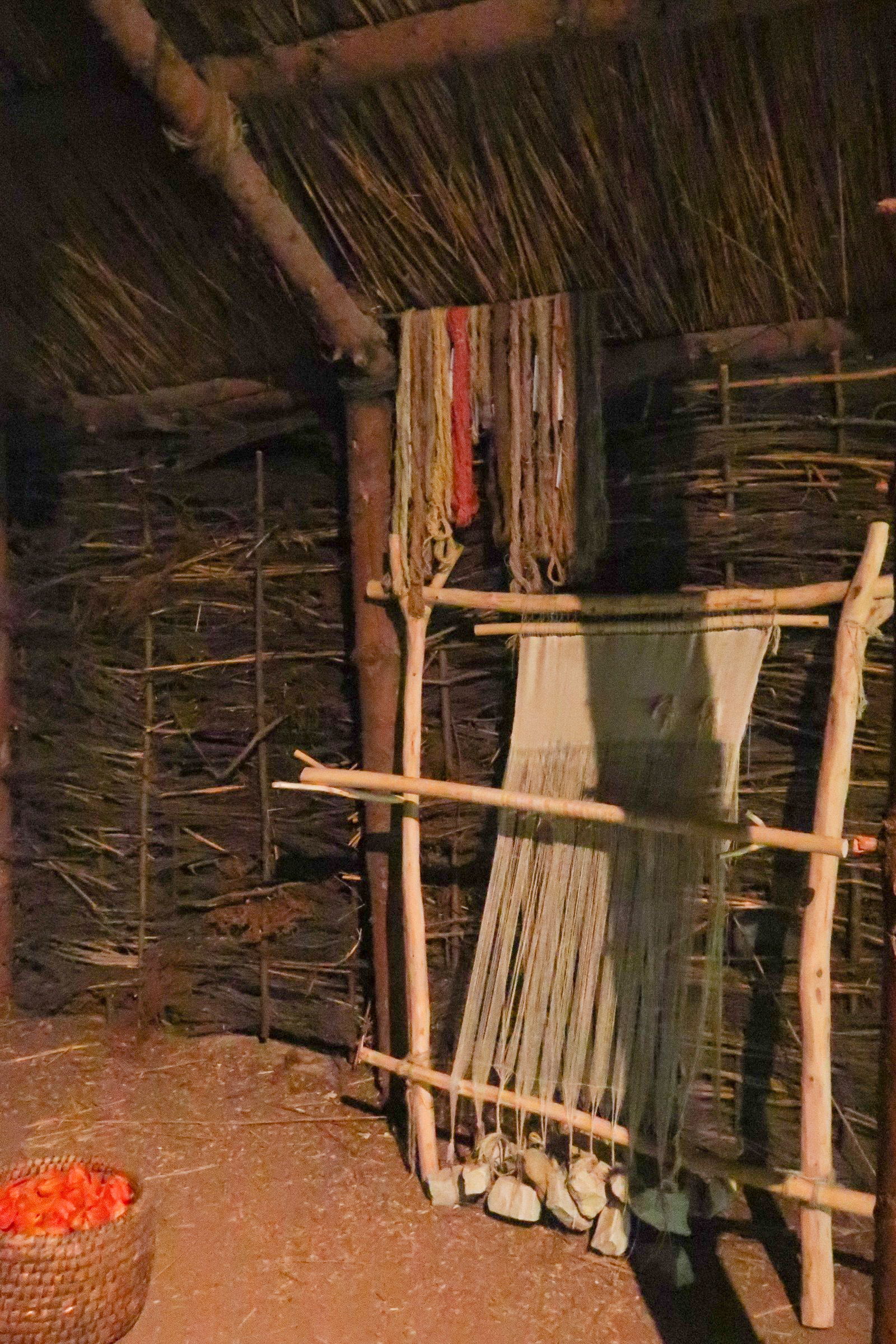
Néolithique: Métier à tisser vertical à pesons de pierre.
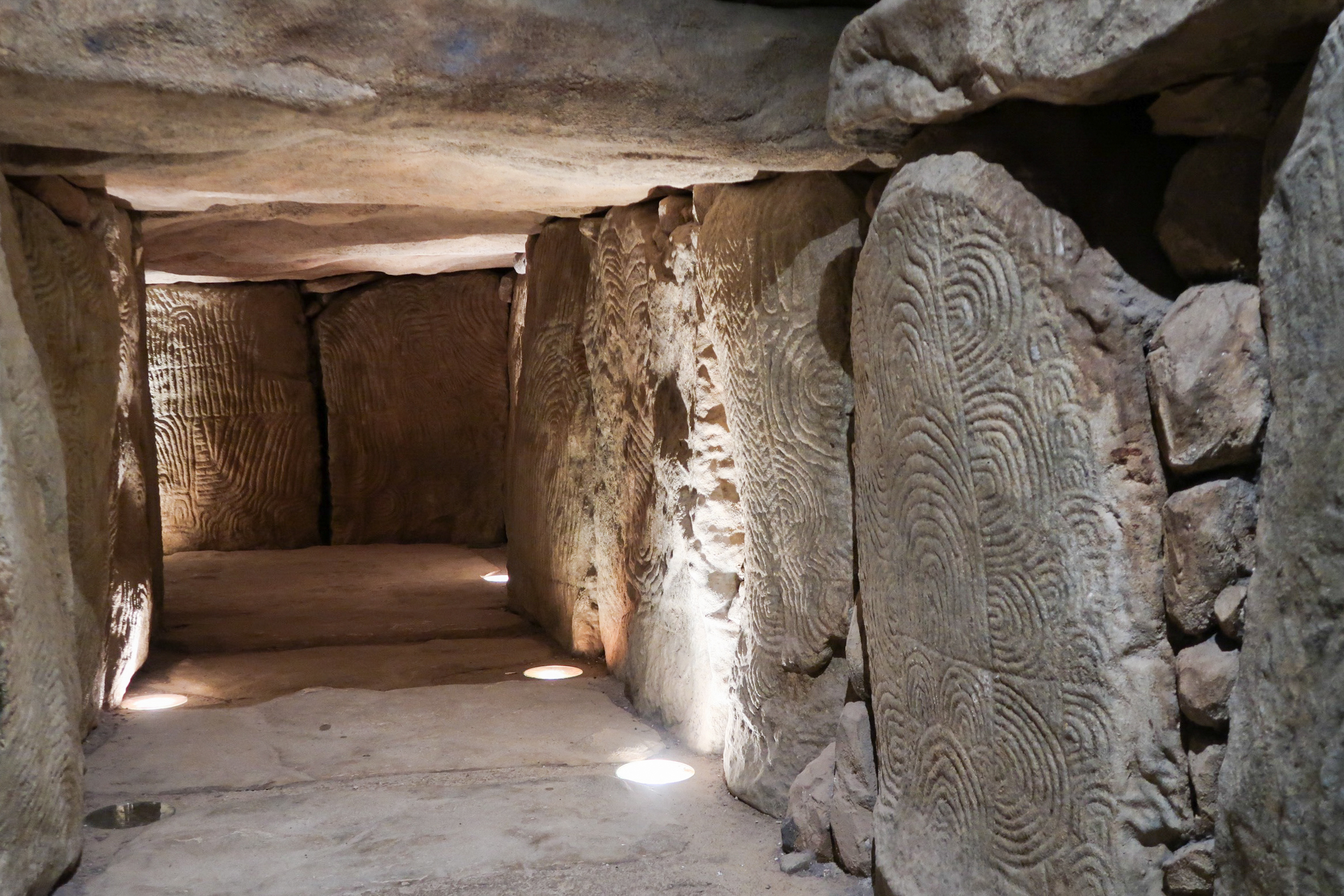
Néolithique: Reconstitution partielle de la chambre funéraire à couloir de Gavrinis (Morbihan).

Salles de la nécropole de Bougon et des sites Néolithiques des Deux-Sèvres
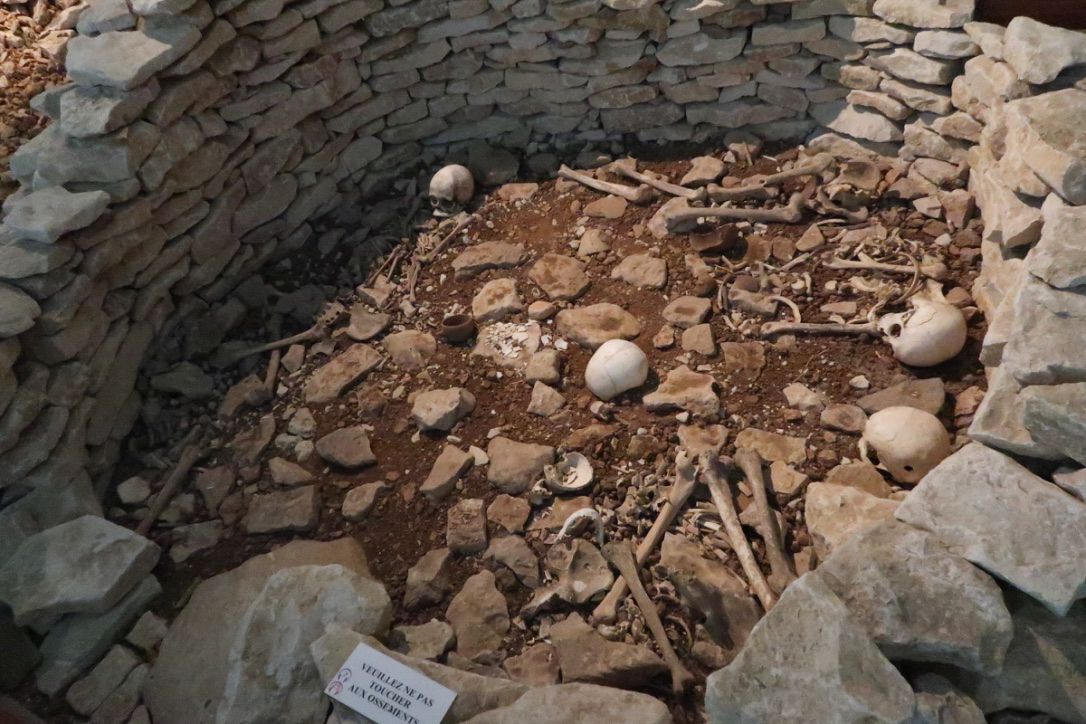
Crâne ayant été trois fois trépané, couloir du tumulus A, niveau supérieur, IVe millénaire.
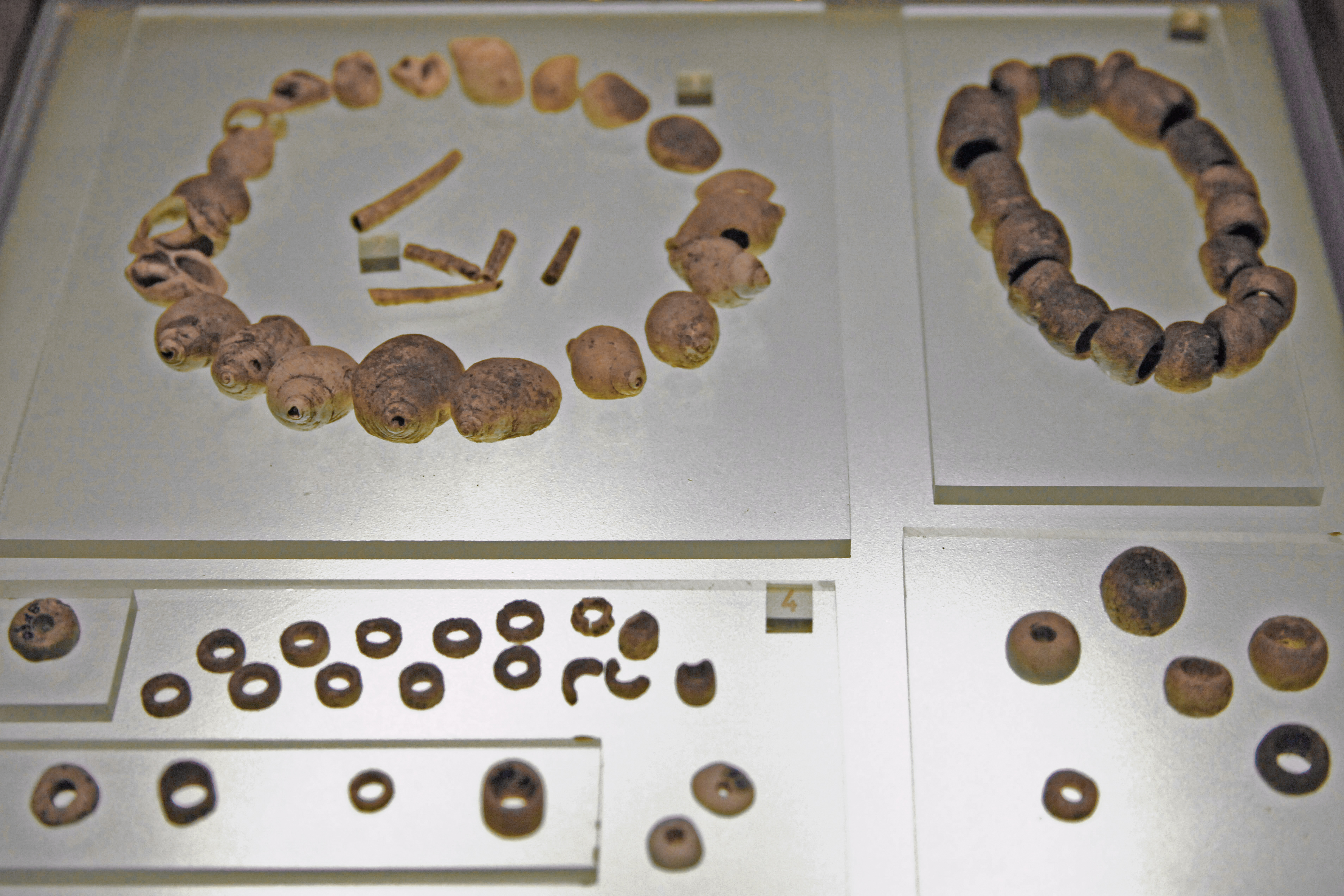
Coquillages perforés, perles de calcaire et de variscite[44]. Tumulus A, niveau supérieur, IVe millénaire.
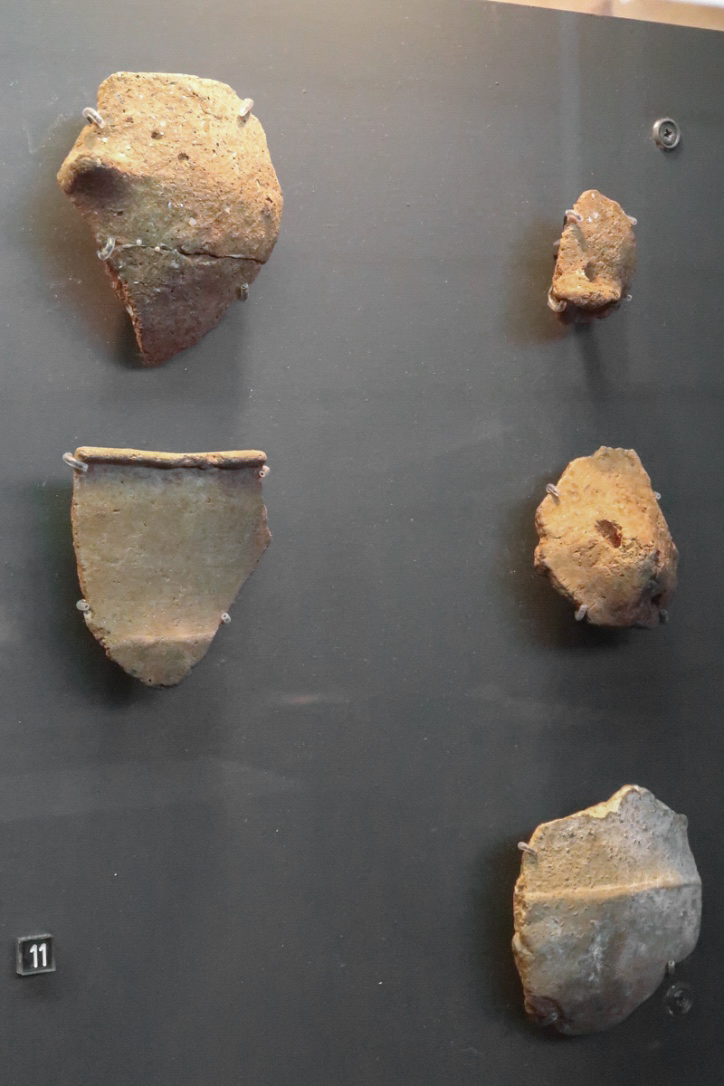
Tessons, Néolithique moyen. Tumulus A dolmen II. Ensemble de céramiques type Chasséen atlantique.
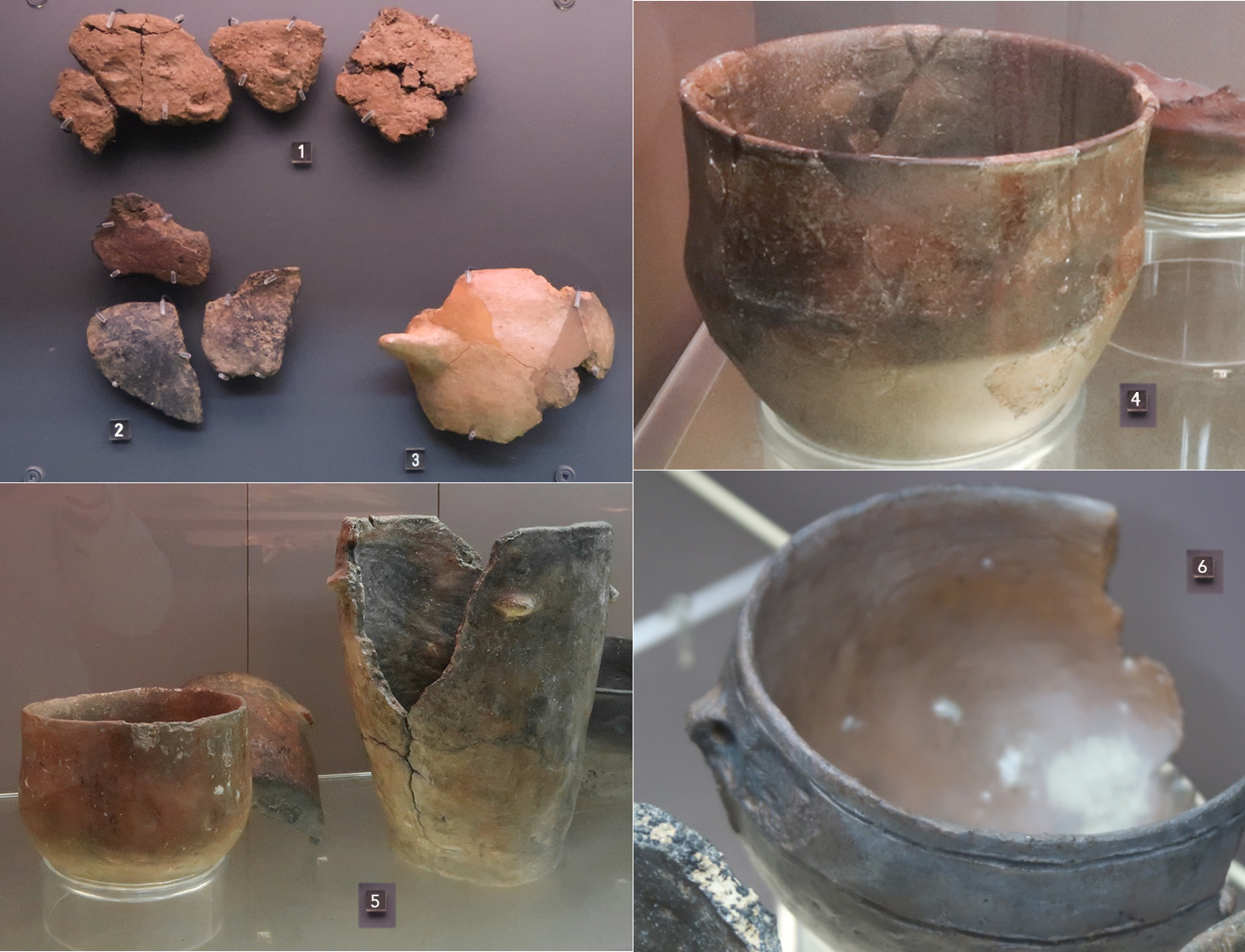
Céramiques, nécropole de Bougon[45].Néolithique ancien et moyen, Ve millénaire : 1, 2, 3. Néolithique récent, fin IVe millénaire: 4, 5, 6.
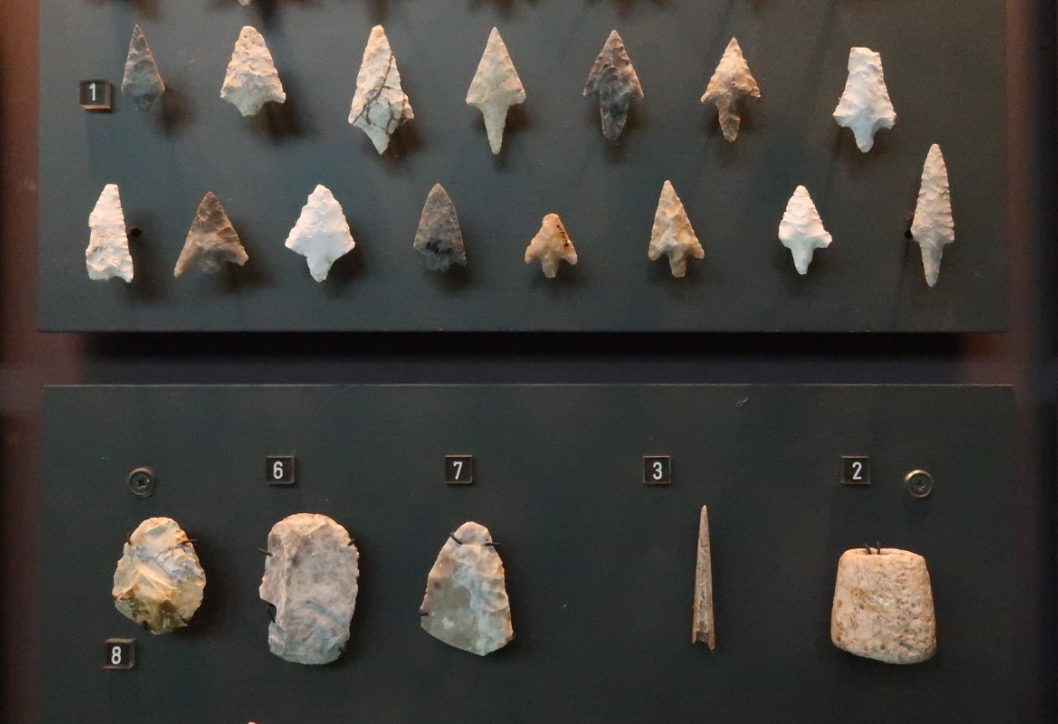
Outils du Néolithique récent[46], échelle : H. d'un numéro : 1 cm. Tumulus du Montabout, Pamproux (Deux-Sèvres).

### Parc archéologique
Le parc archéologique qui intègre la nécropole contient aussi plusieurs espaces pédagogiques destinés à évoquer la construction des mégalithes, au travers des expérimentations réalisées entre 1979 et 1998 à Exoudun-Bougon, et le grand habitat collectif néolithique du Fief Baudouin découvert à Airvault.

#### Expérimentations de 1979
Ces expérimentations ont été dirigées par Jean-Pierre Mohen.
La première expérimentation concernait l'extraction d'une grande dalle mégalithique de 3 m sur 2,50 m depuis un éperon rocheux situé sur le plateau des Chaumes à Exoudun. Le bloc était entouré sur trois côtés de larges fissures. Le quatrième côté a été creusé par trois personnes munies de percuteurs en chaille. Des entailles plus larges ont été creusées avec ces mêmes percuteurs et des pics en bois de cerf, dans les failles pour y enfoncer des coins en bois. Les coins en bois ont été mouillés pour les faire gonfler de volume et la dalle s'est détachée après une heure de travail. Elle a alors été soulevée avec des leviers en bois pour pouvoir glisser des rouleaux de bois d'environ 10 cm de diamètre destinés à la déplacer.
La seconde expérimentation visait à tester un système de transport dune dalle monumentale du type de celle retrouvée dans le tumulus F2. Devant l'impossibilité de disposer d'une dalle naturelle de ce type, une copie en béton de la dalle du tumulus F2 a été réalisée (poids et volume identique). Un chemin de transport démontable a été construit avec des rouleaux en bois non écorcé de 40 cm de diamètre. Les cordages ont été confectionnés à partir de fibres de viorne et de lierre par un artisan selon une tradition encore en vigueur dans les fermes locales au début du XXe. Le bloc, recouvert d'un filet tressé en corde, reposait sur les rouleaux de bois disposés perpendiculairement aux deux rails du chemin de roulement. Le 28 juillet 1979, 230 personnes tirant sur des cordes et 20 autres poussant le bloc sont parvenus à le déplacer sur 40 m de distance. L'élévation du bloc à 0,50 m de hauteur avec trois leviers a ensuite été testée avec succès.

Archéologie expérimentale : matériel utilisé
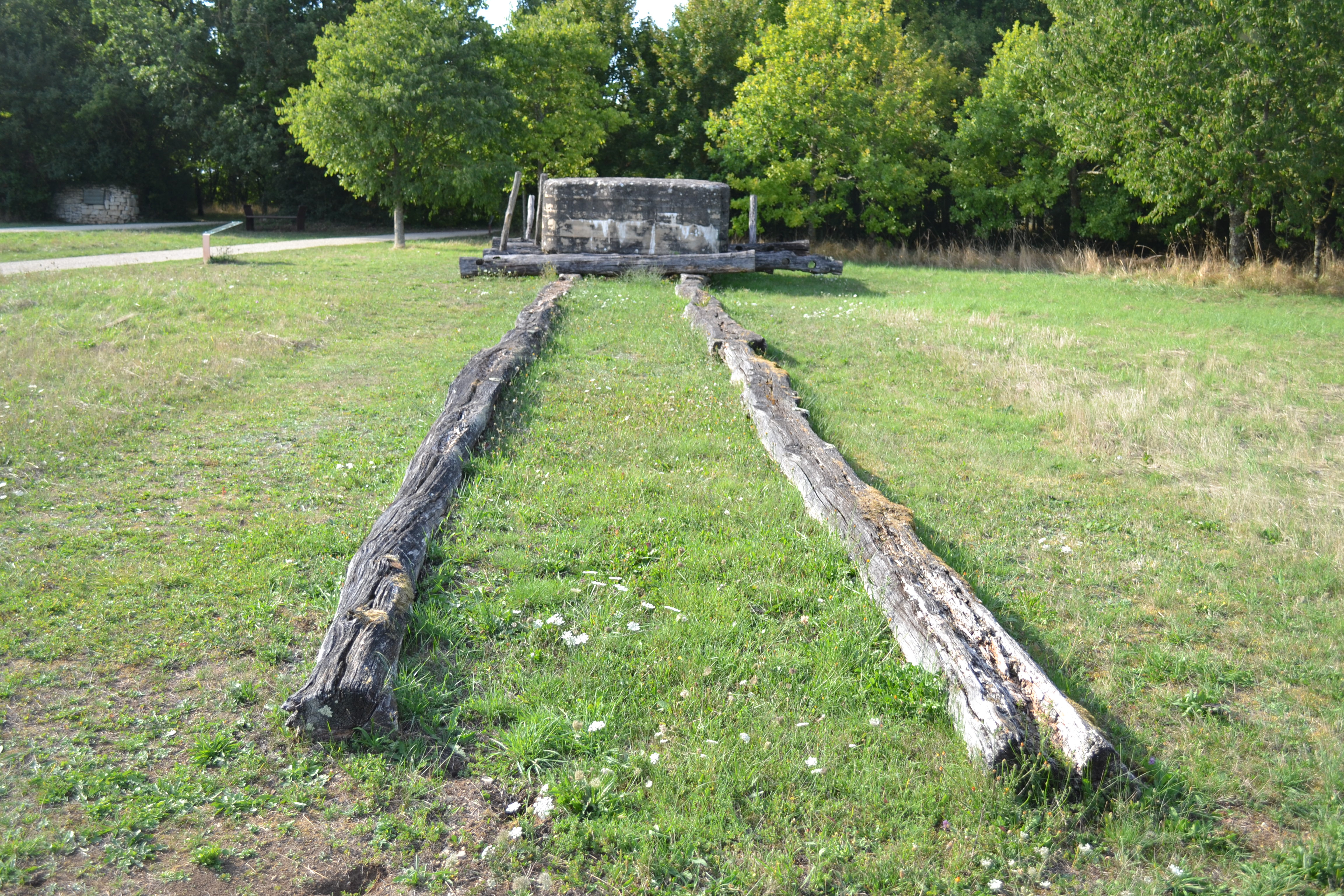
Chemin de bois.
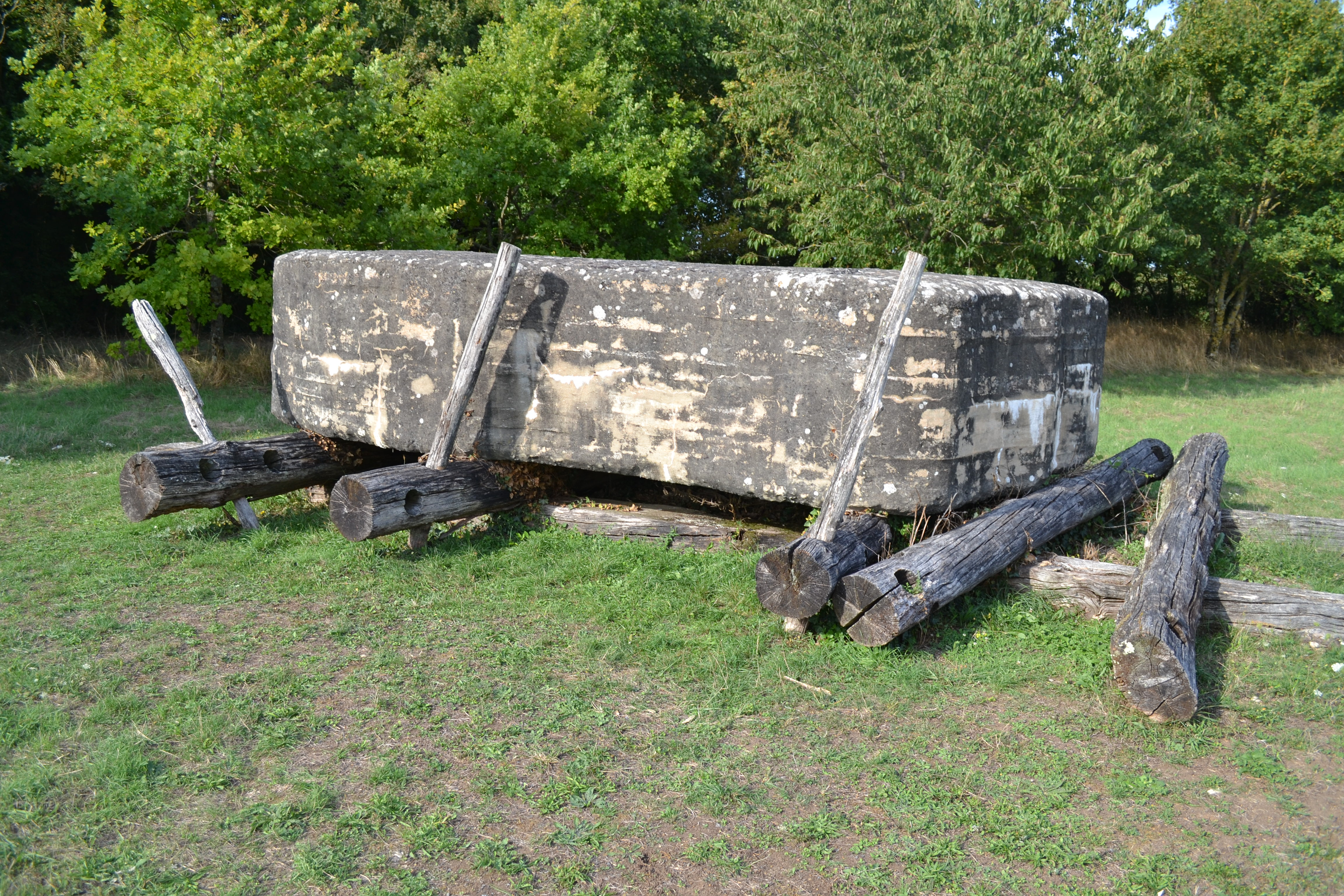
Dalle test sur son chemin de bois.
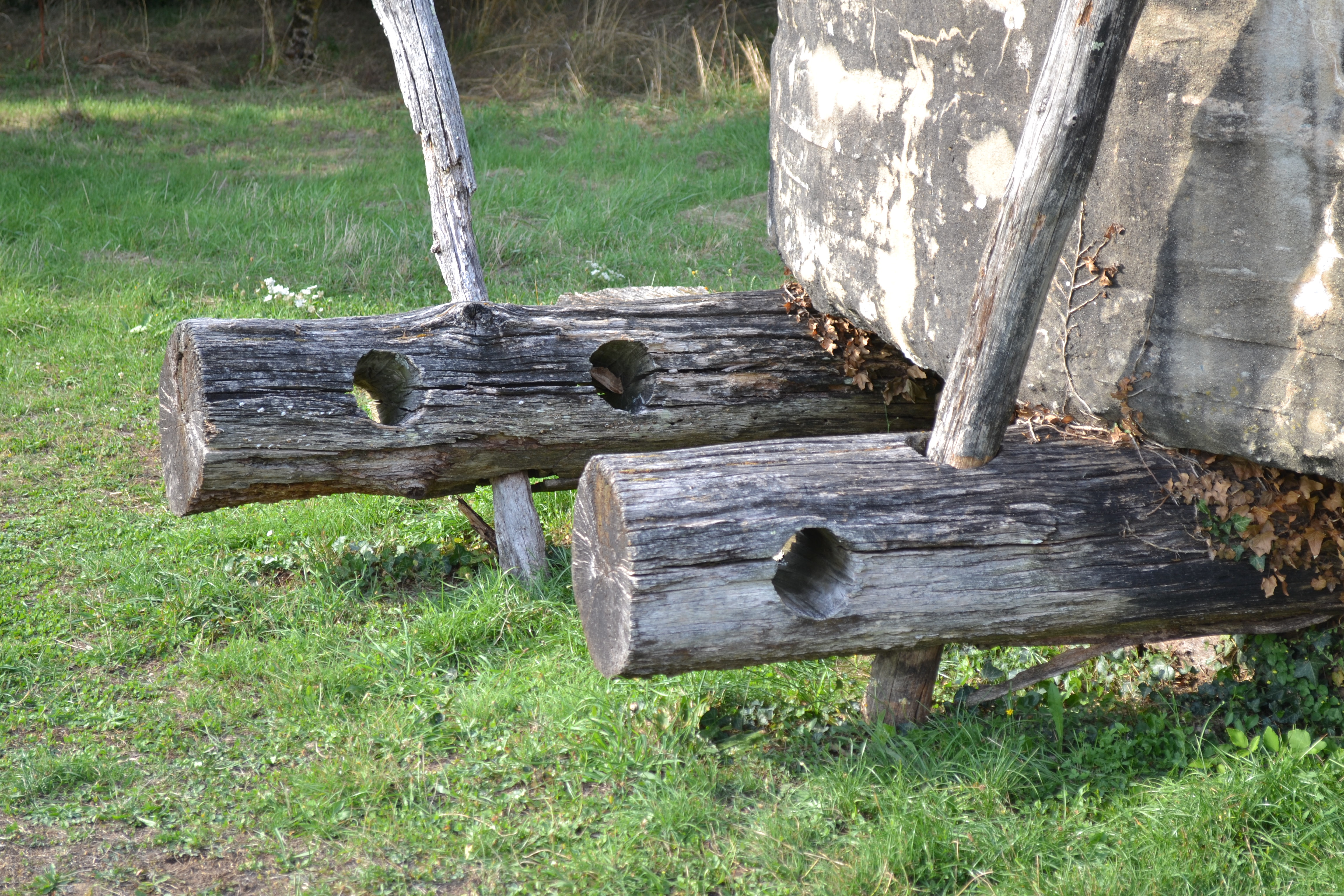
Détail du système de « proto-roue ».
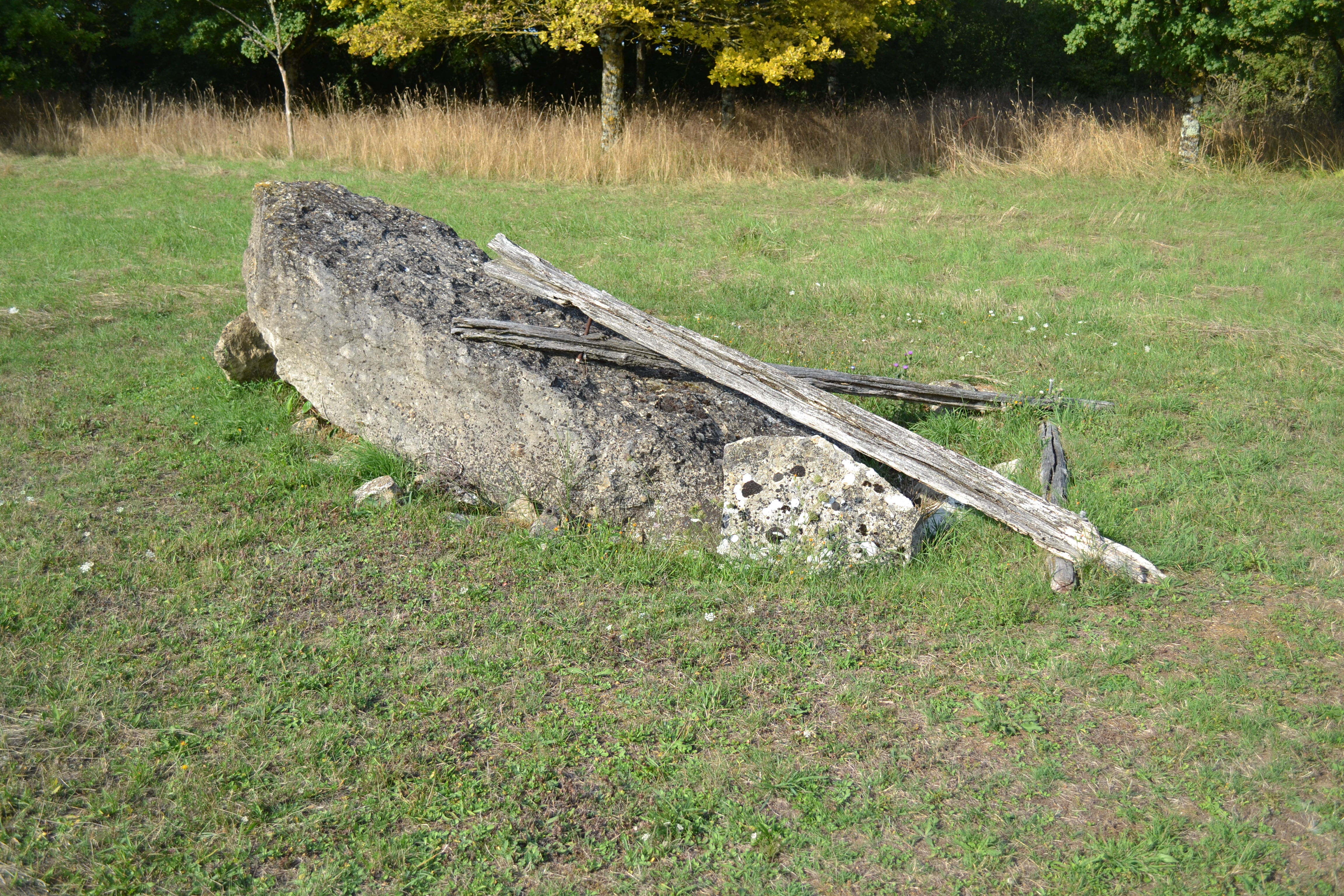
Dalle de l'expérimentation de 1998.

#### Expérimentation de 1997
En 1997, F. Collin et B. Poisonnier ont expérimenté sur site un nouveau système de traction de type « proto-roue » avec le bloc test de 32 tonnes. Dans ce système, le principe du chemin démontable est conservé mais chaque rouleau est transformé en moyeu après y avoir aménagé quatre évidements à chaque extrémité. Ces évidements sont destinés à recevoir des leviers disposés radialement pour entraîner le mouvement du rouleau. L'expérimentation a permis de déplacer le bloc avec seulement une trentaine de personnes en faisant l'économie de la plupart des cordages et des tireurs. Aucun mécanisme de ce genre n'est cependant attesté à l'époque néolithique.

#### Expérimentation de 1998
En 1998, B. Poisonnier et R. Joussaume ont expérimenté la construction d'un trilithe à 1,50 m de hauteur en utilisant des leviers et des cales en bois.